# Arte etíope

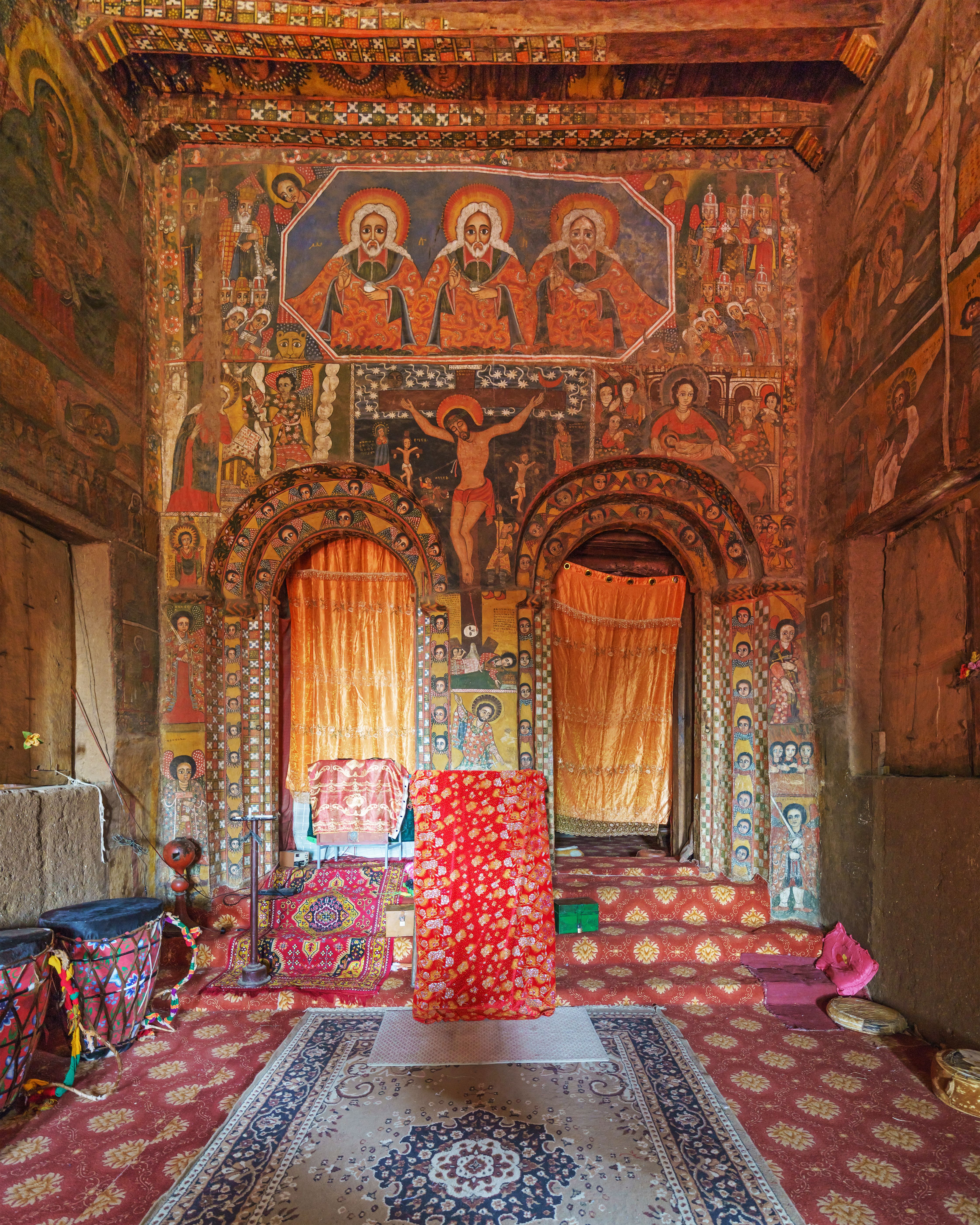
Iglesia de Debre Berhan Selassie, Gondar.

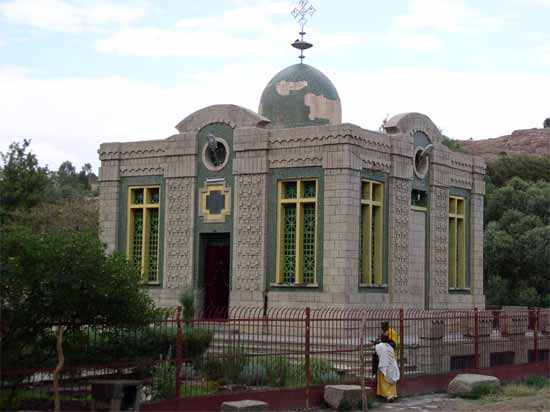
Iglesia de Santa María de Sion, donde la tradición sitúa el arca de la Alianza, que habría venido con Menelik I, hijo de Salomón (rey de Israel) y la reina de Saba.

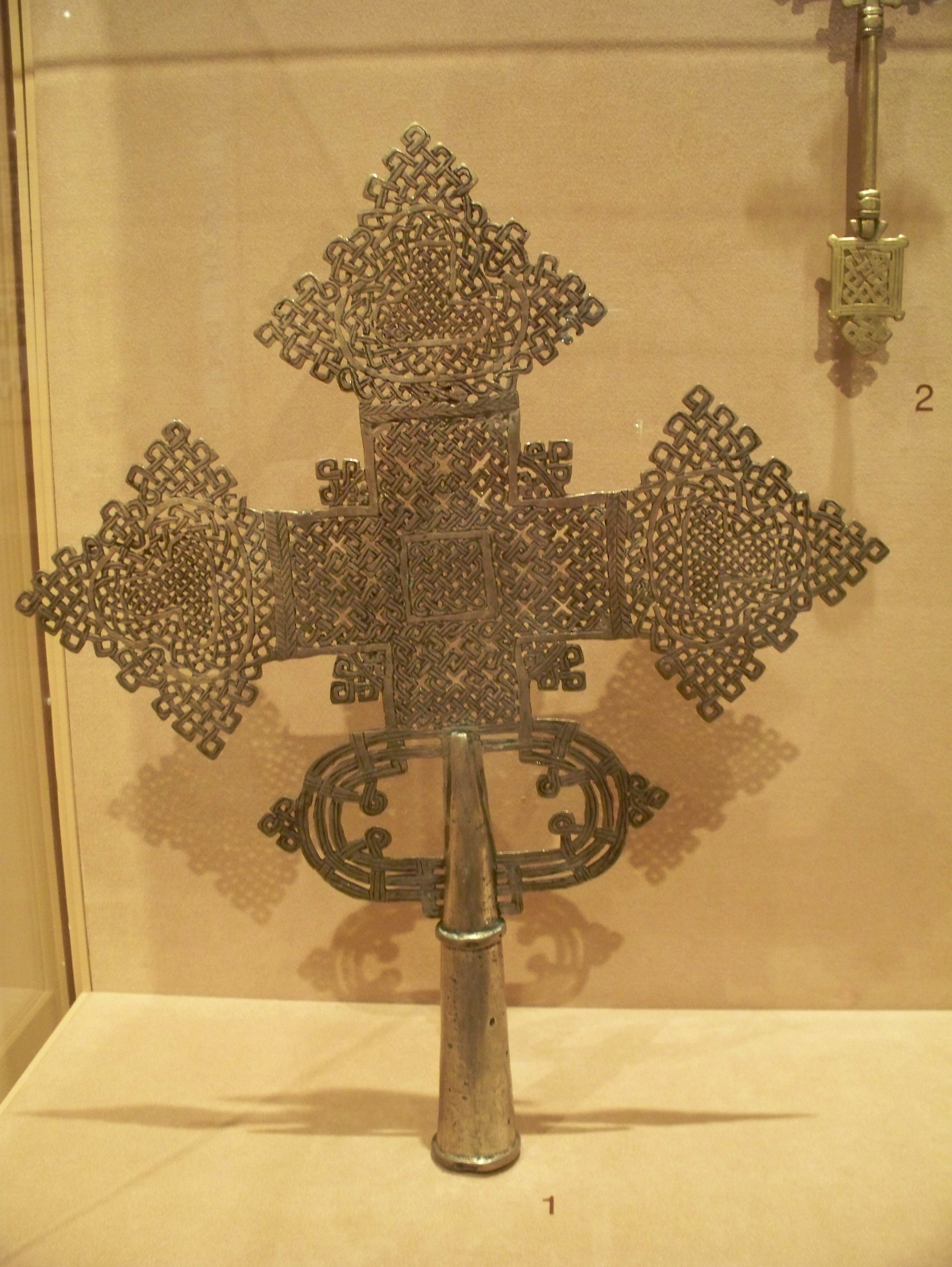
Cruz procesional en plata.

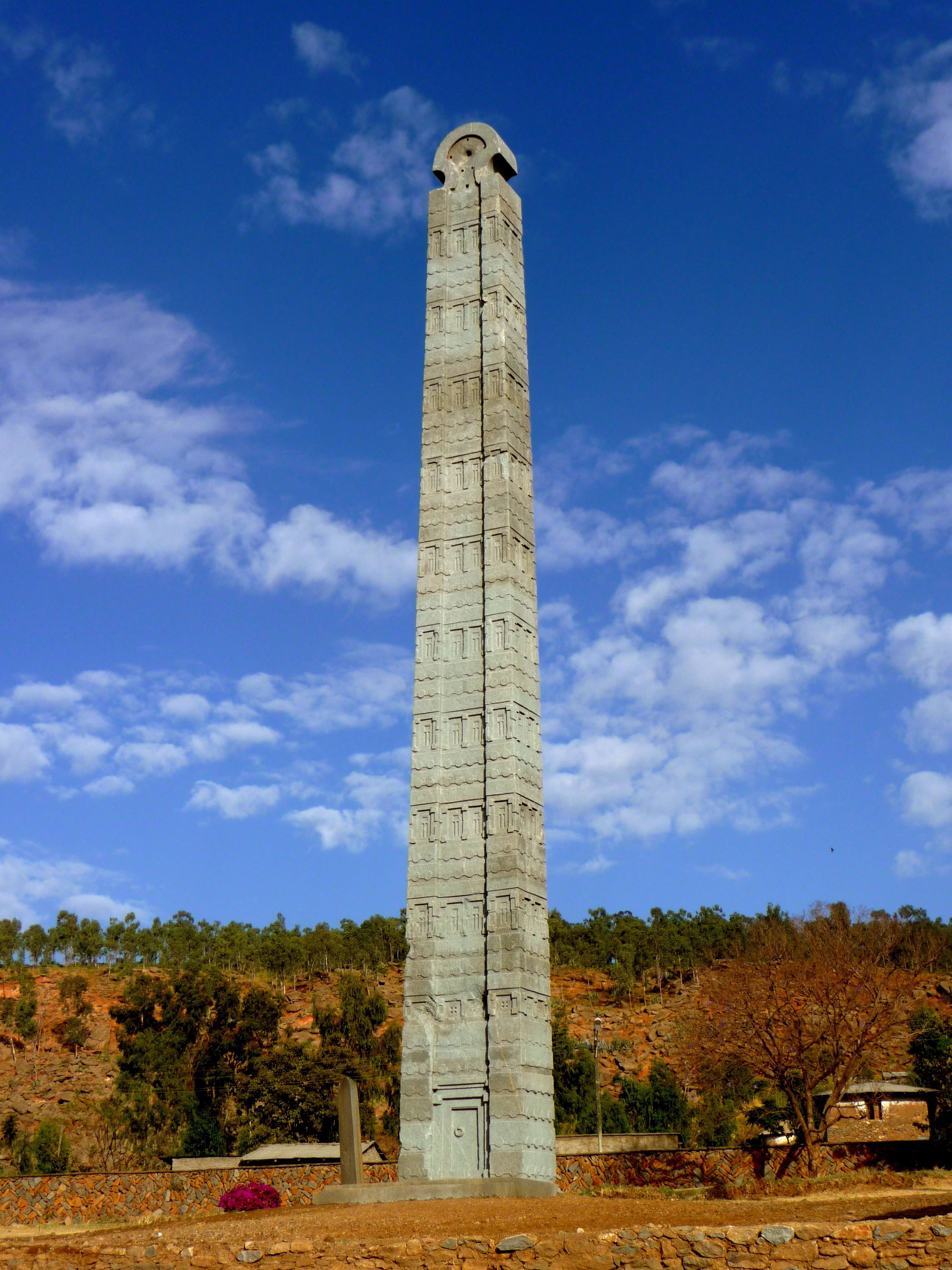
Obelisco de Aksum.

El arte etíope es la manifestación en el arte de la civilización etíope, una civilización cristiana africana que se desarrolló durante milenios de forma relativamente aislada (desde el siglo VII la expansión del islam la separó del resto de la cristiandad).
Las principales expresiones artísticas han sido la arquitectura, la pintura y la orfebrería.

## Arquitectura y escultura
Los más importantes ejemplos de arquitectura y escultura etíope son las iglesias talladas en la roca de Lalibela y el obelisco de Aksum. Hay muchos otros ejemplos de arquitectura civil y religiosa en piedra y en materiales perecederos.
La arquitectura cristiana estuvo influida parcialmente por la del reino de Aksum. Los primeros monumentos tallados en roca datan de los siglos VII al X. Aparecen inicialmente en la provincia de Tigré, donde entre los siglos X y XII se construye una gran iglesia funeraria de planta cruciforme dedicada a los reyes Abreha y Atsbeha. El conjunto más importante es del de Lalibela, donde Gebre Mesqel hace tallar en el siglo XIII un extraordinario conjunto de iglesias monolíticas. Las iglesias construidas de modo convencional suelen tener forma octogonal.

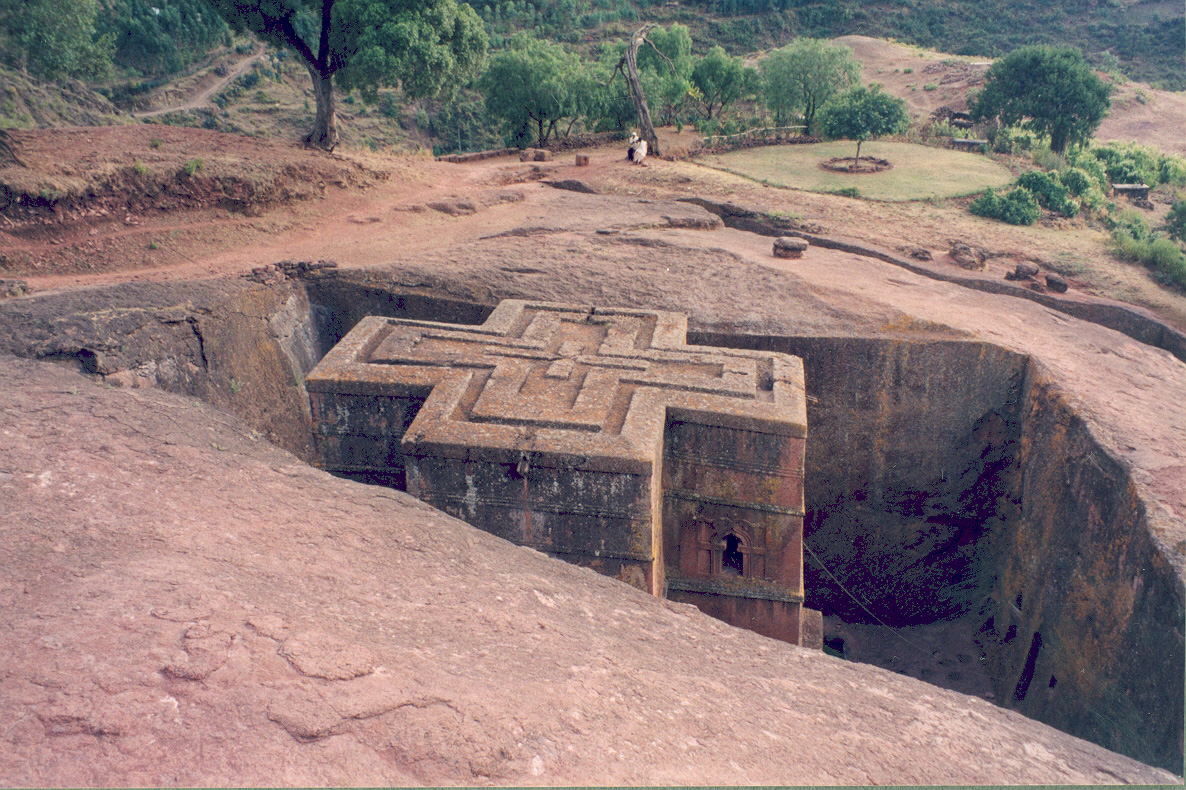
Biet Ghiorgis.
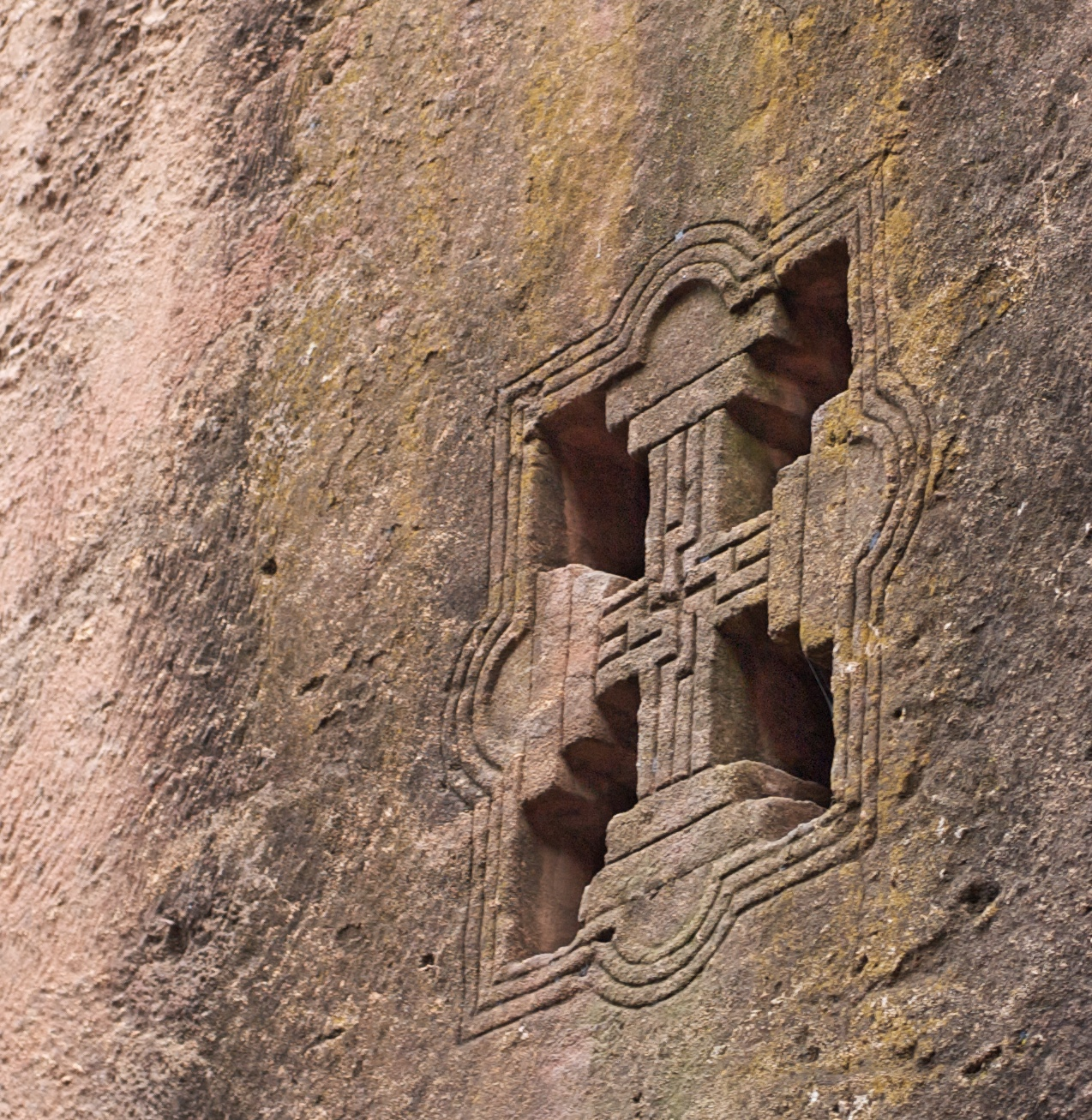
Ventana en Biet Debre Sina.
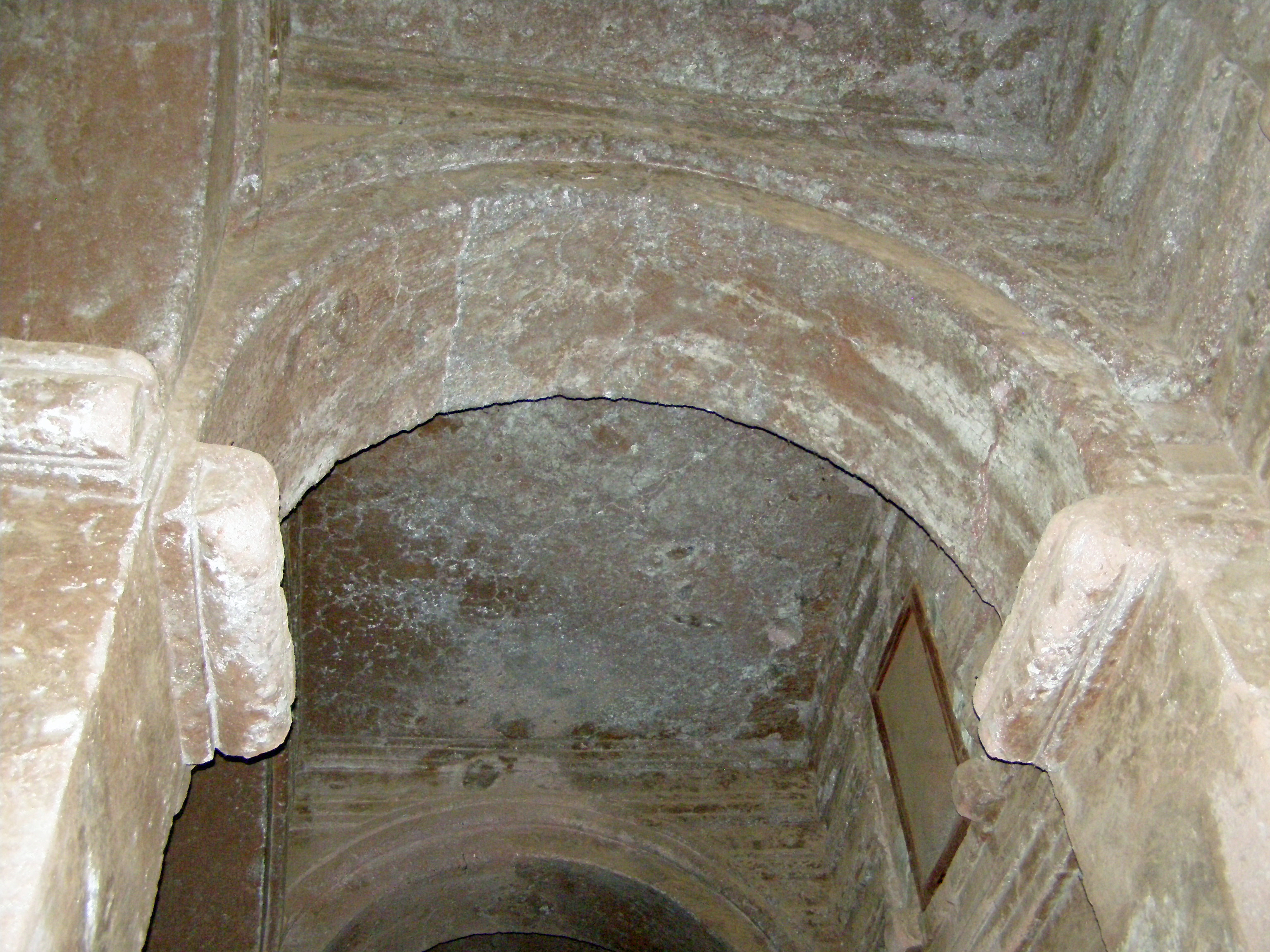
Interior de Biet Amanuel.
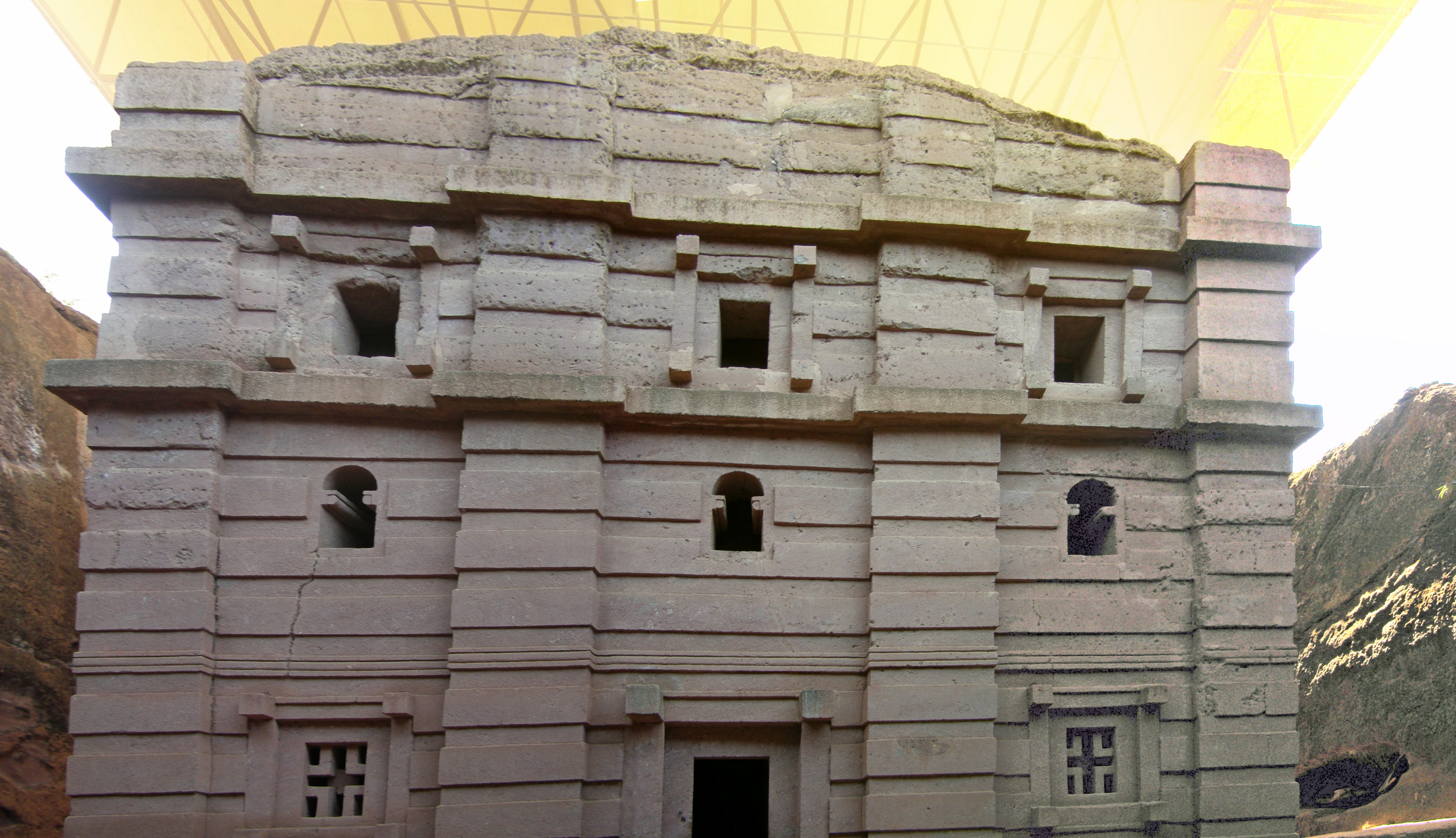
Ídem, exterior.
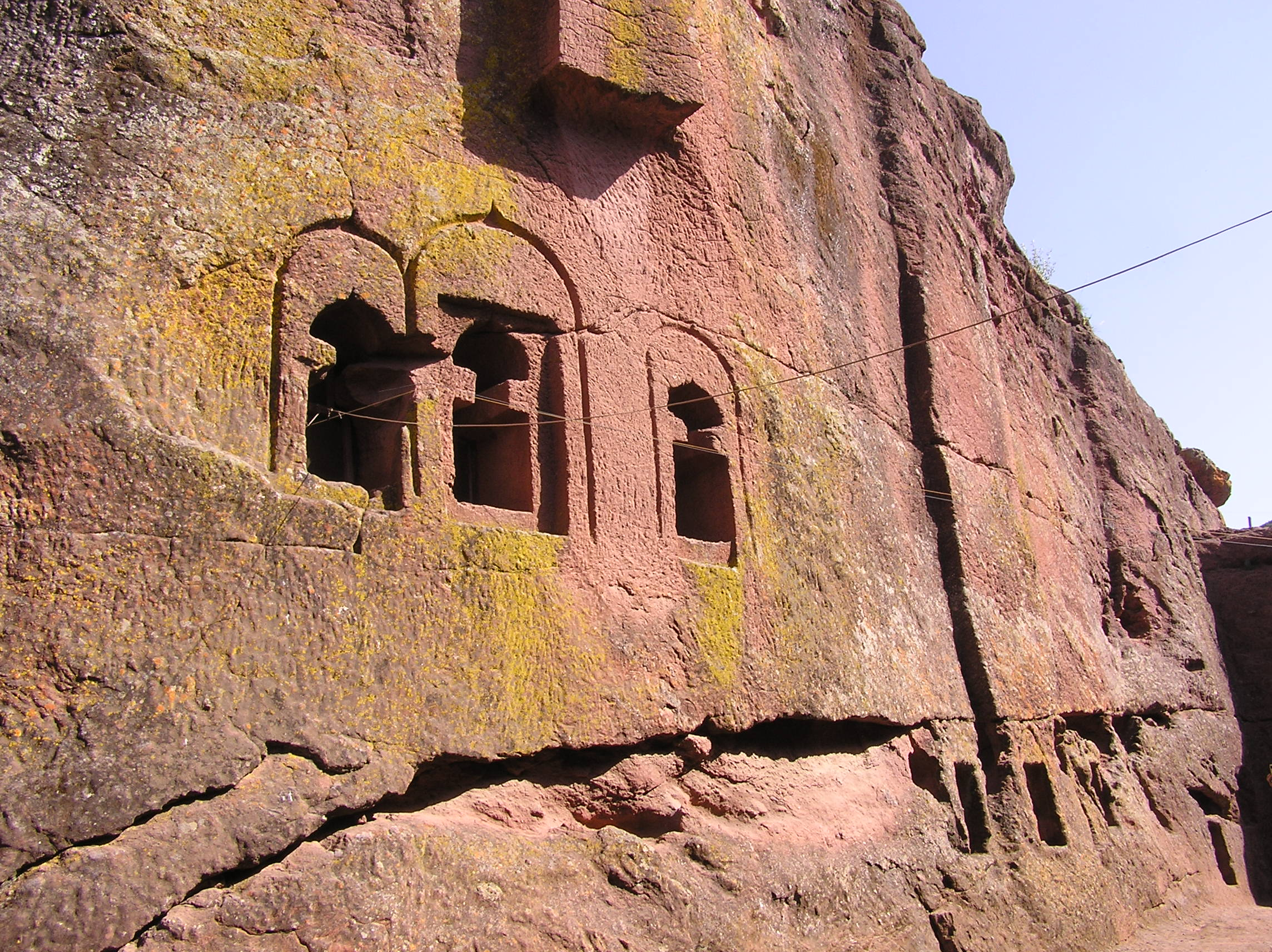
Ventanas de Biet Gabriel-Rufael.
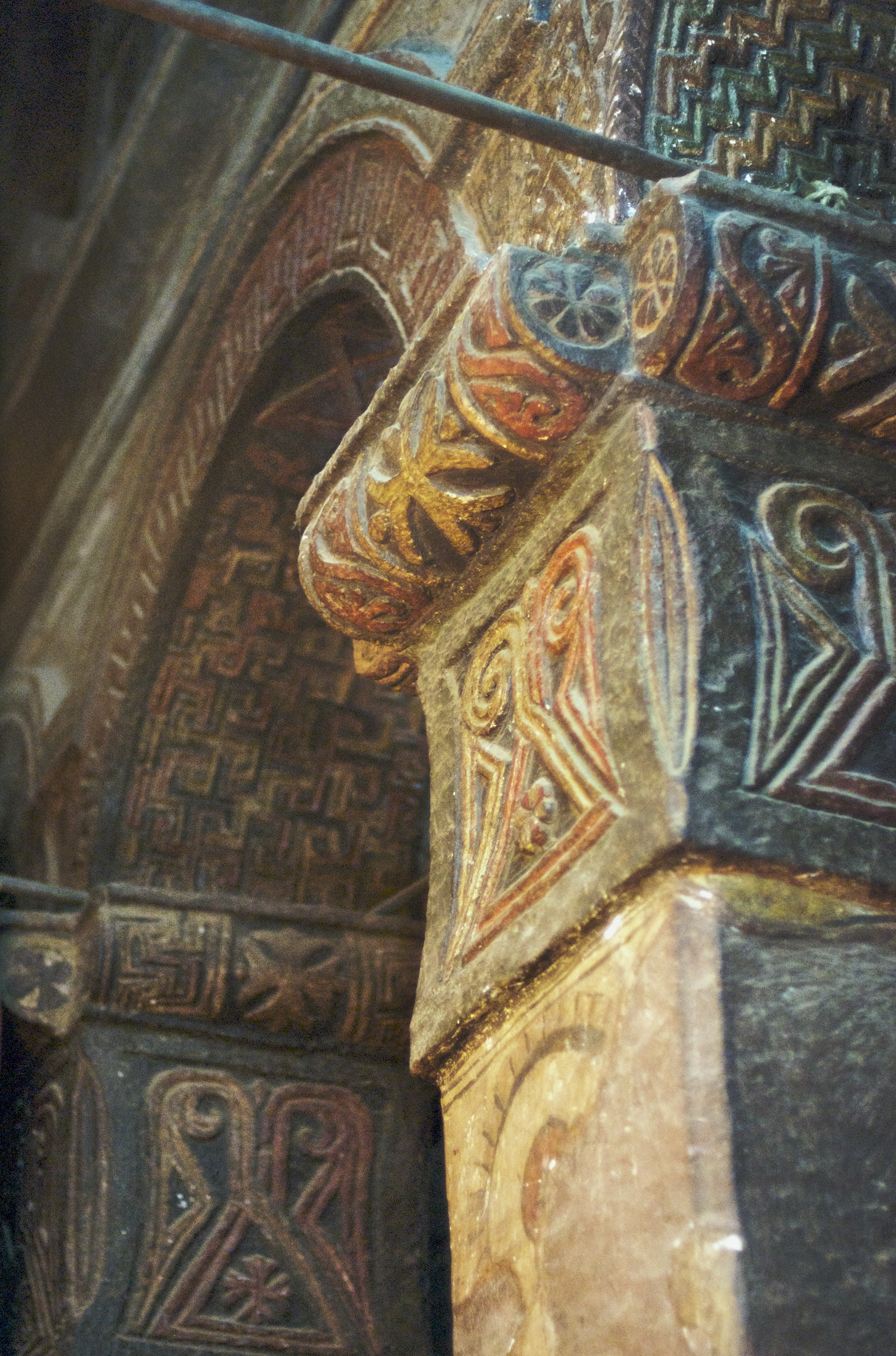
Interior de Biet Mariam.
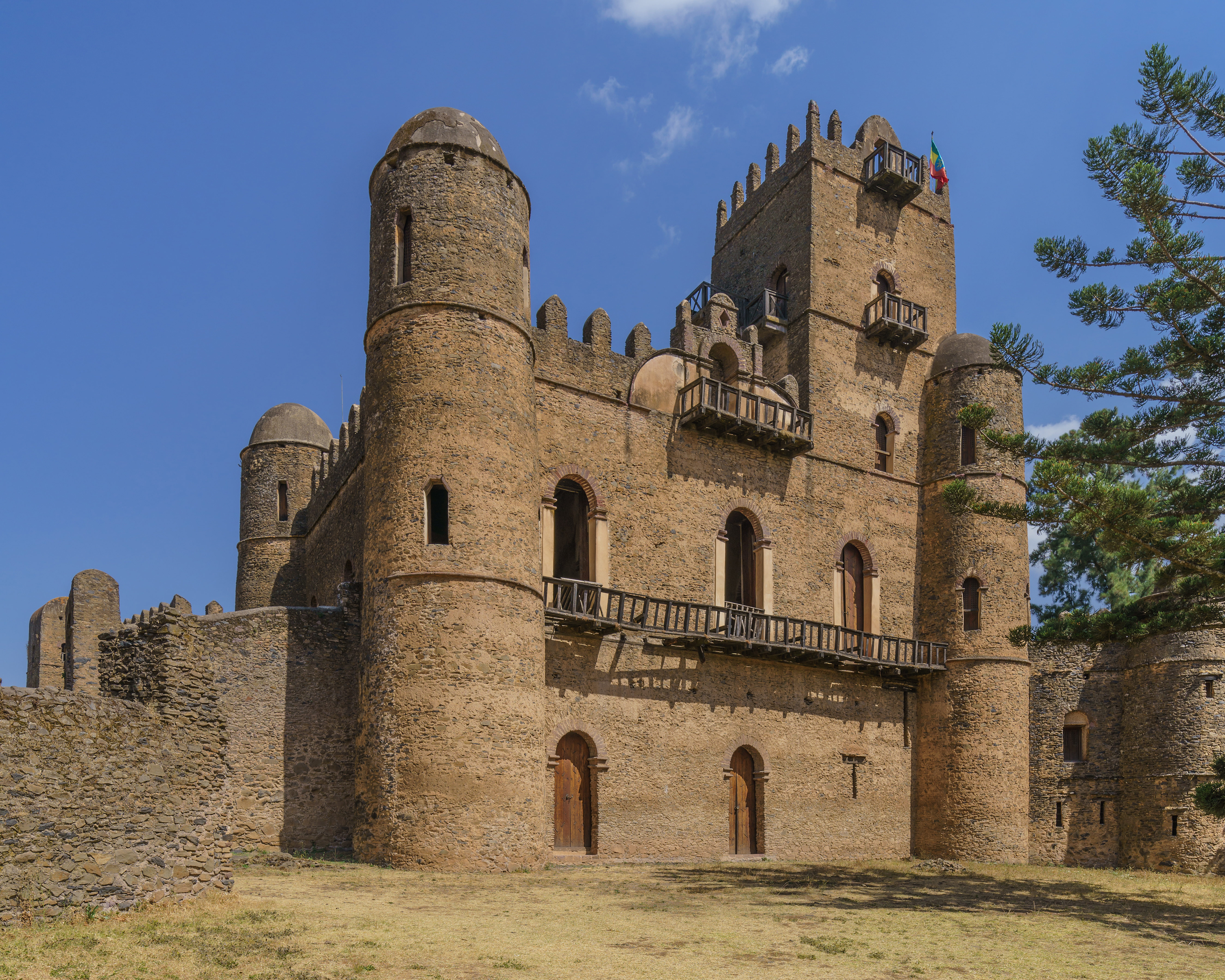
Palacio de los Fasilidas, Gondar.
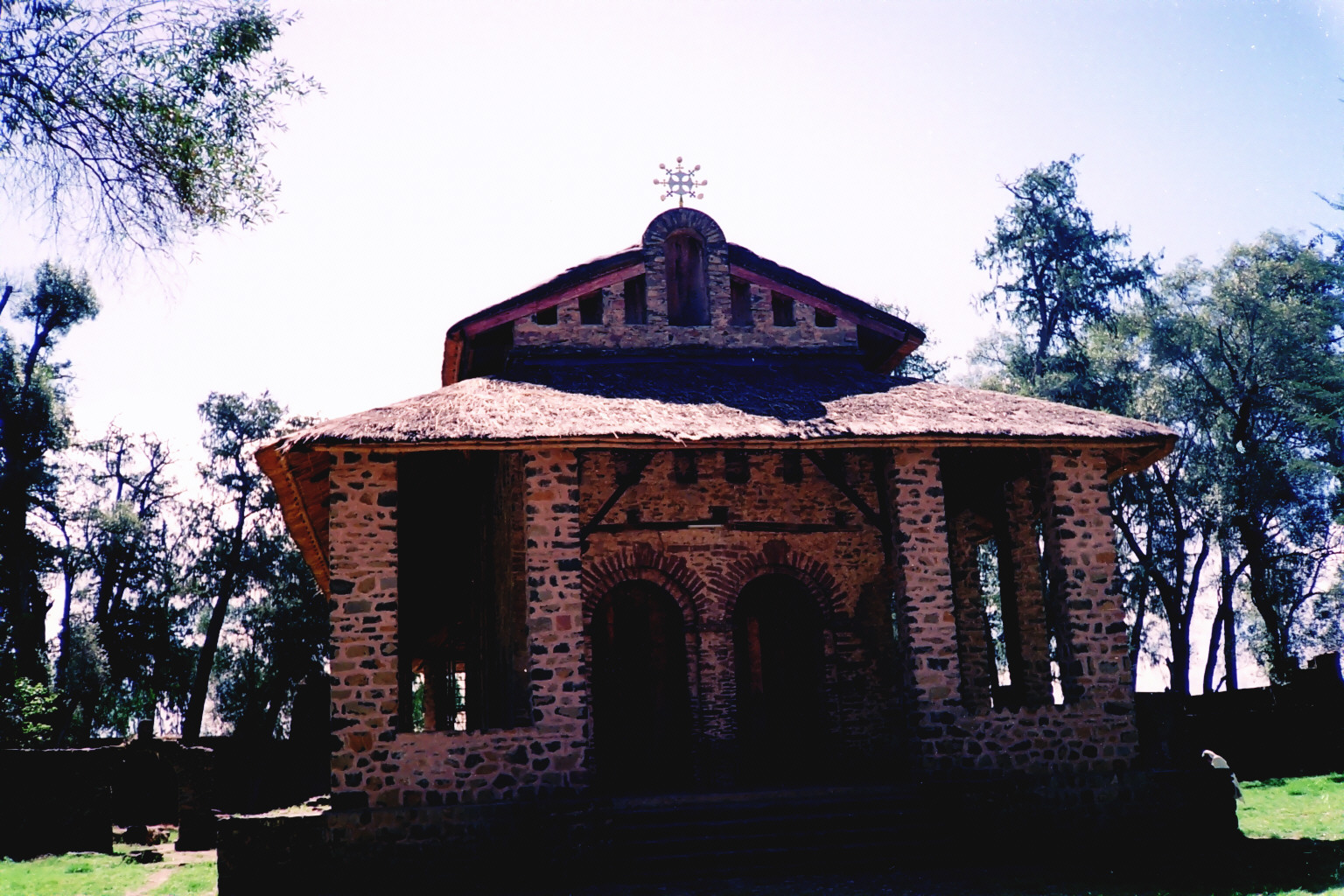
Iglesia de Debre Berhan Selassie, Gondar.
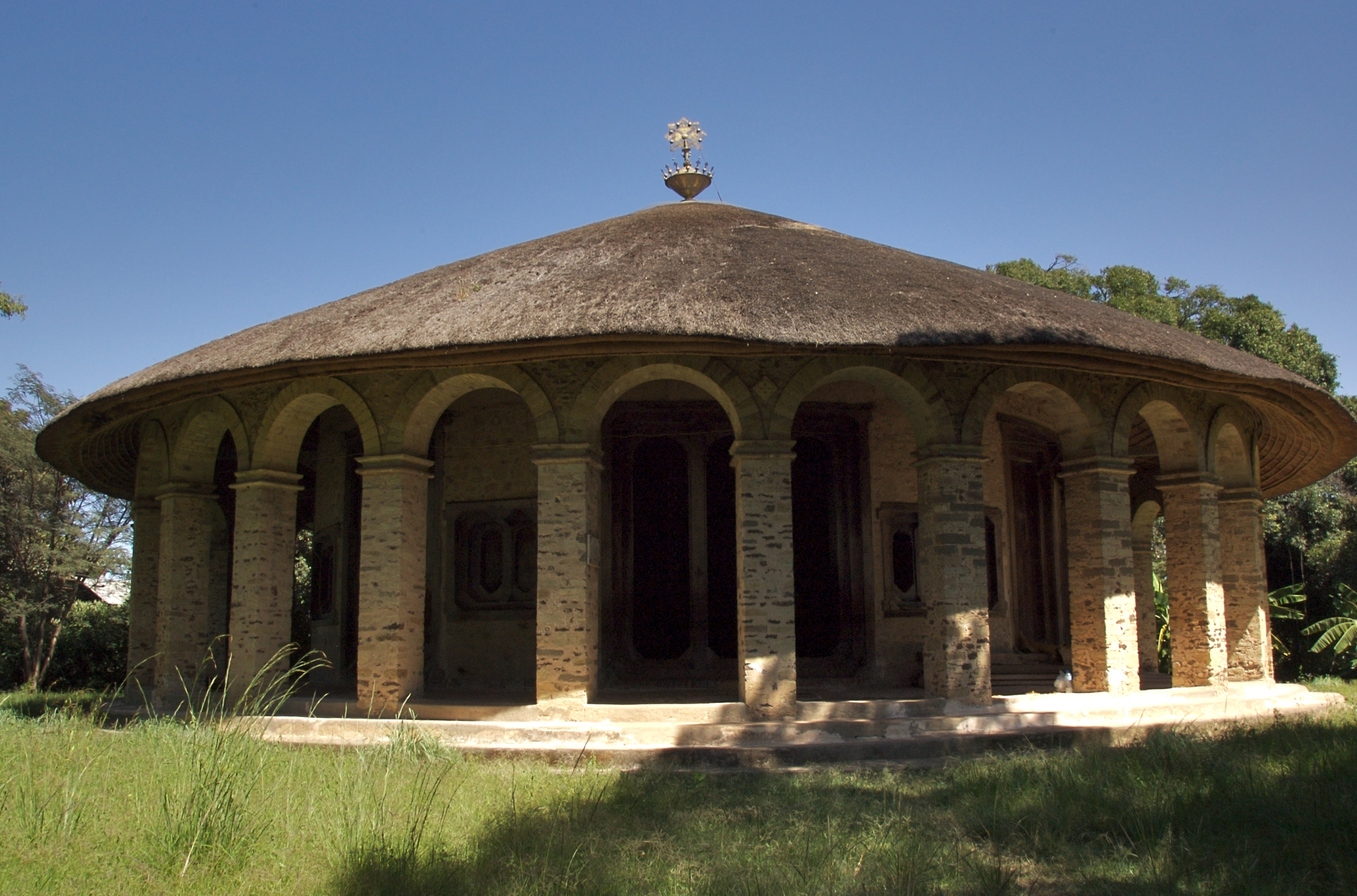
Iglesia de Narga Selassie[3] (isla Dek, lago Tana).
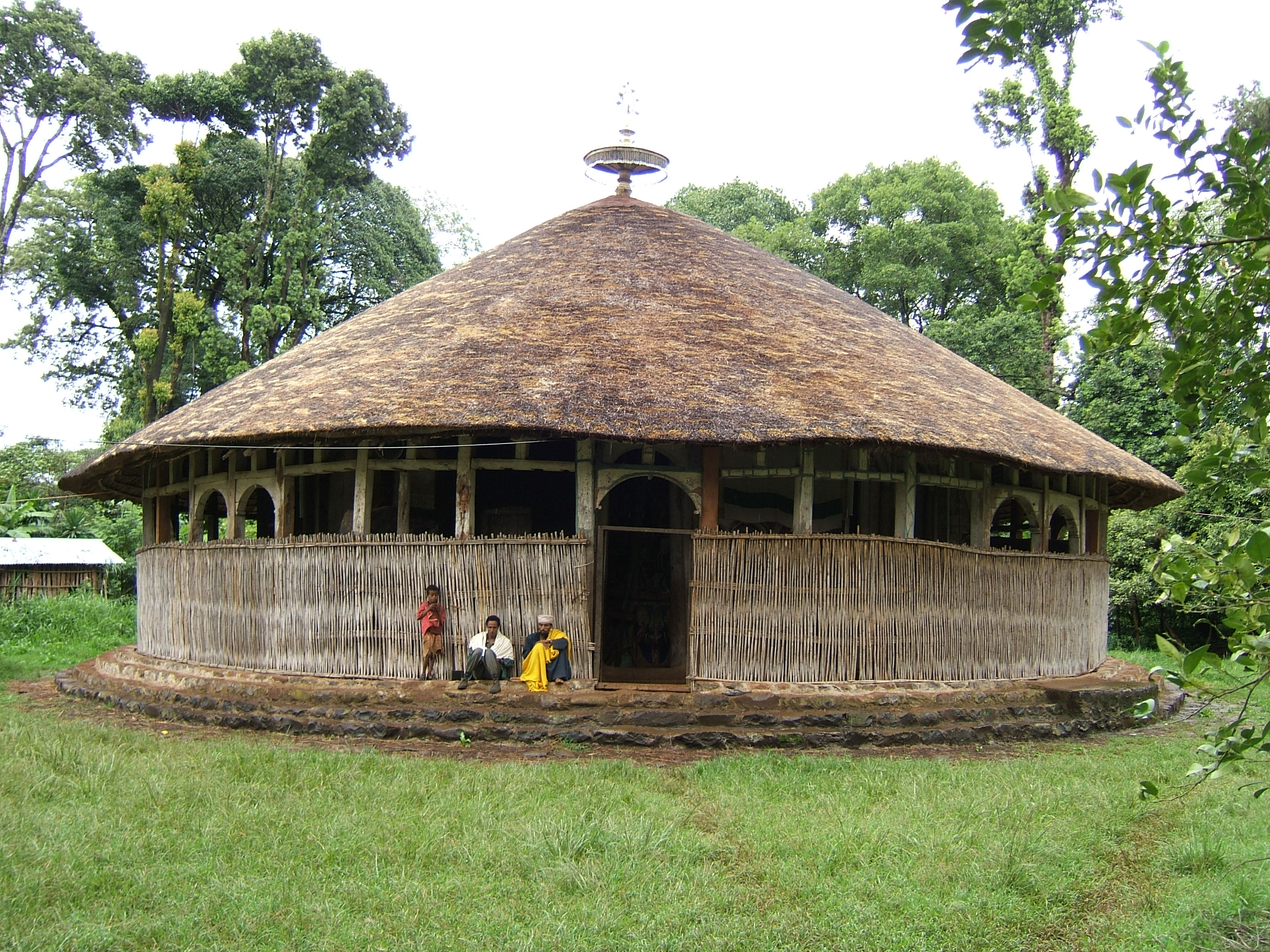
Monasterio Zeghie Azwa Mariam (Bahir Dar, lago Tana).

## Pintura
El interior de los edificios religiosos es habitualmente decorado con pinturas de influencia bizantina.
Las pinturas cristianas más antiguas conservadas son manuscritos iluminados hacia el siglo VII; los contactos entre el reino de Aksum y el Medio Oriente son perceptibles estilísticamente. El aislamiento frente al resto del mundo cristiano produjo una especificidad visible entre los siglos XII y XV, cuando se desarrolló el genuino estilo etíope. La primera escuela pictórica original apareció hacia el 1400, en la ilustración de manuscritos, principalmente.
Se califica a la pintura etíope como naif. La representación del cuerpo humano está estereotipada y simplificada, con ojos grandes y almendrados. Los colores son muy vivos. Los temas son religiosos, y los soportes principales son los muros de las iglesias y las páginas de los libros sagrados y los libros plegados llamados sensul (es una forma que aparece en el siglo XVI; las ilustraciones se acompañan de inscripciones que las identifican, oraciones e himnos litúrgicos).

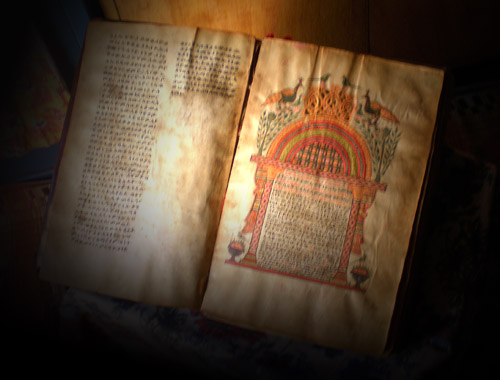
Biblia procedente de un monasterio del lago Tana, siglos XII-XIII.
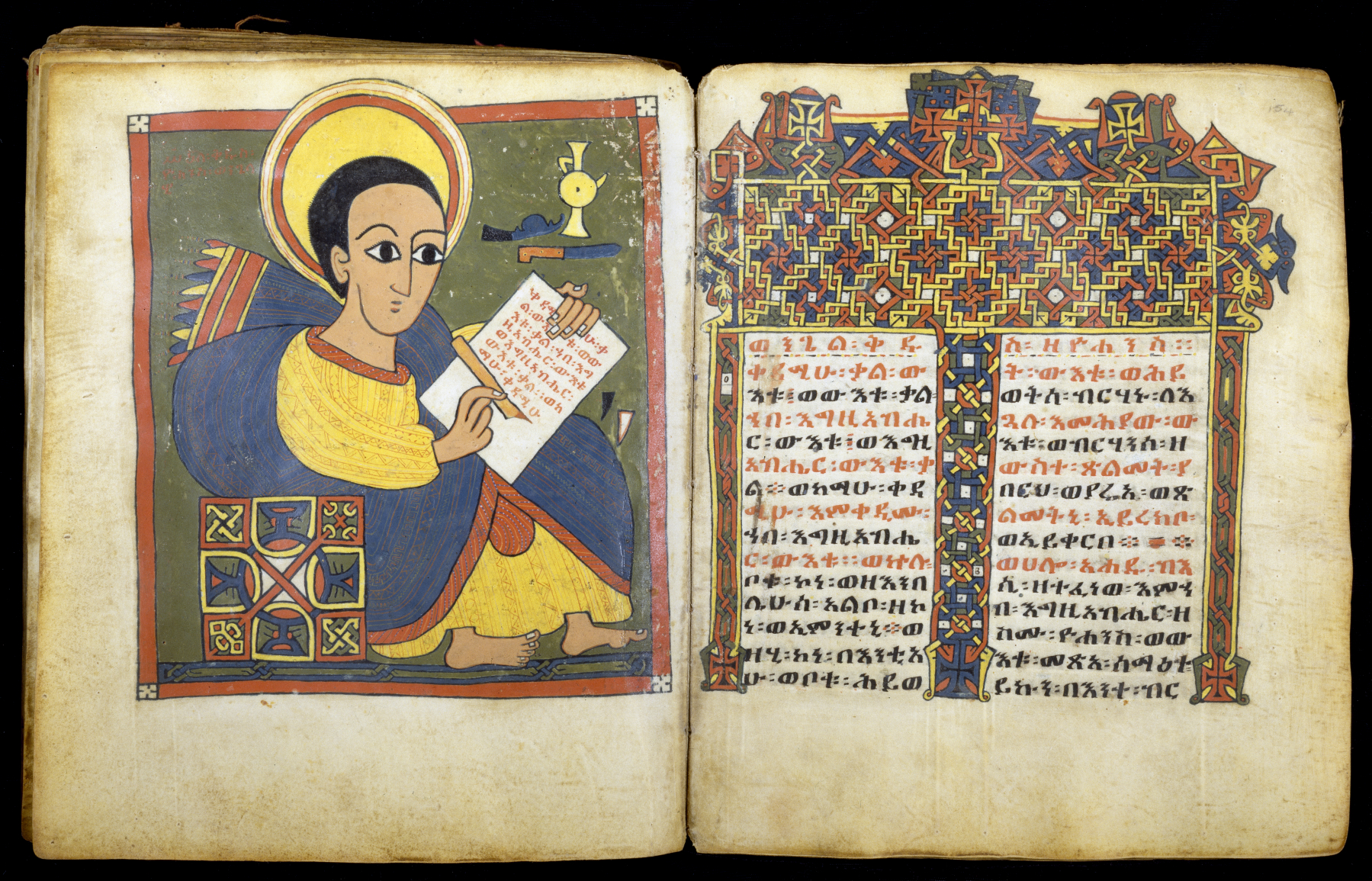
Juan Evangelista en un evangelario de Gunda Gunde,<ref>Paul B. Henze, "A visit to Gunda Gunde (Irob) - February 1998", based on a presentation to the annual Orbis Aethiopicus conference in Cologne 11 October 1998
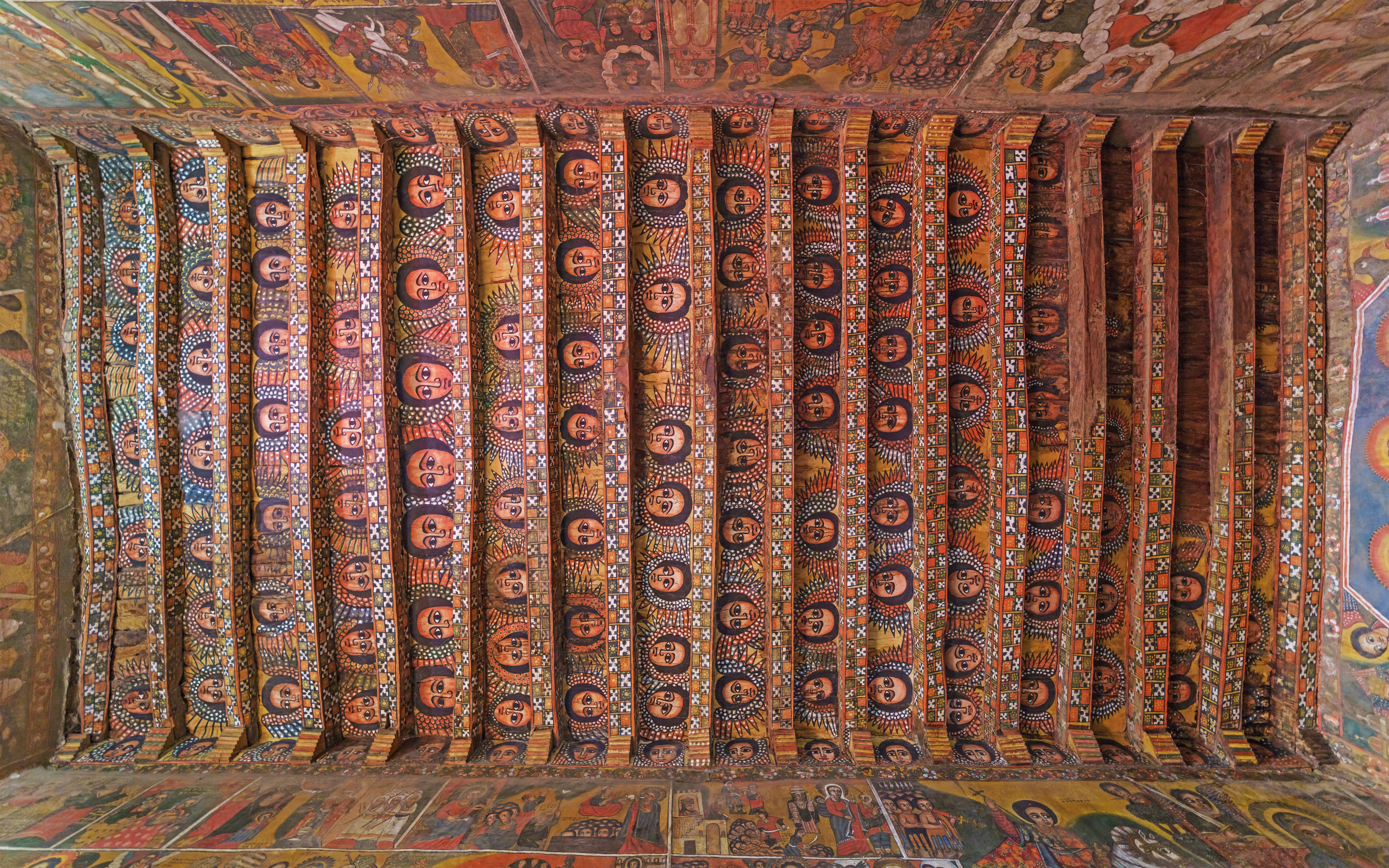
Ángeles del techo de Debre Berhan Selassie.
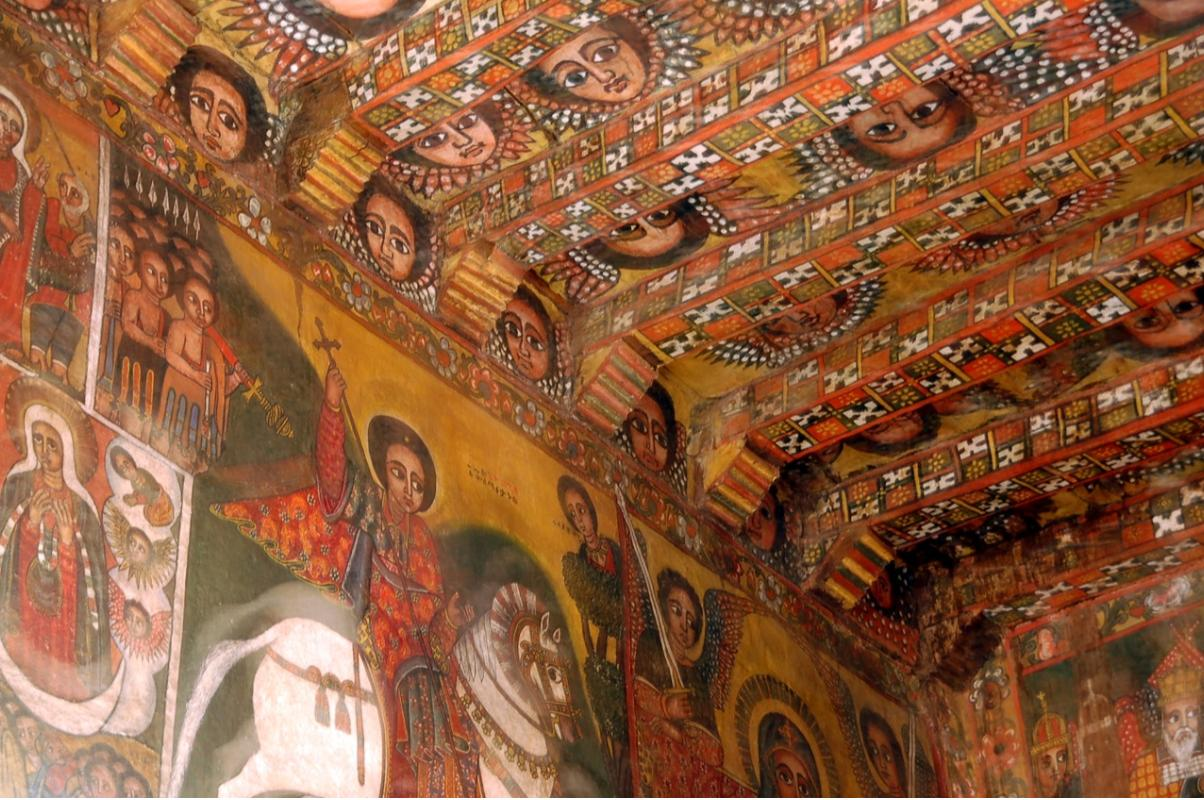
Frescos de la misma iglesia.
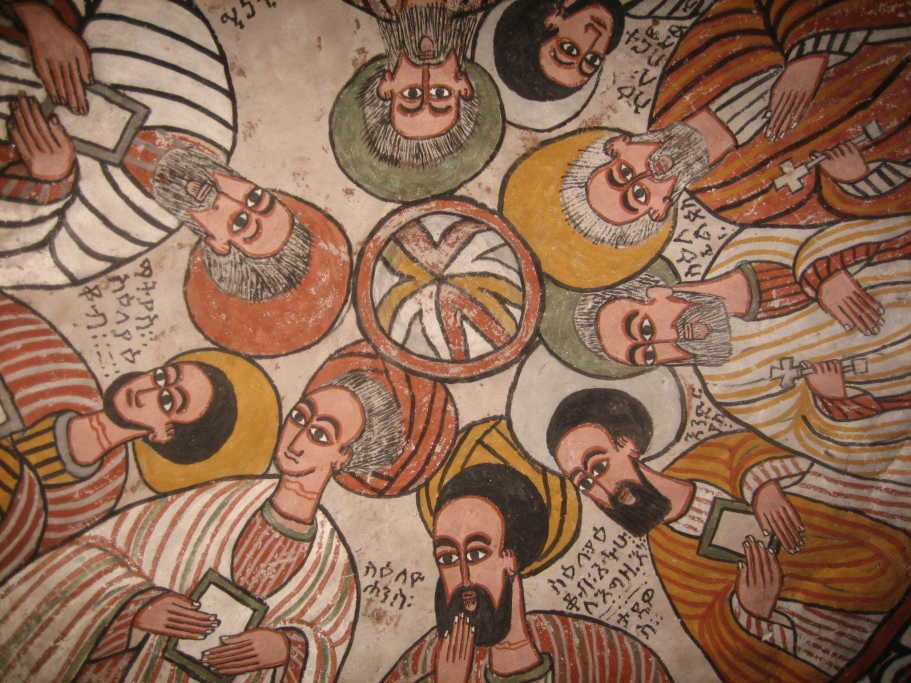
Frescos de la iglesia de Abuna Yemata Guh (Gheralta).
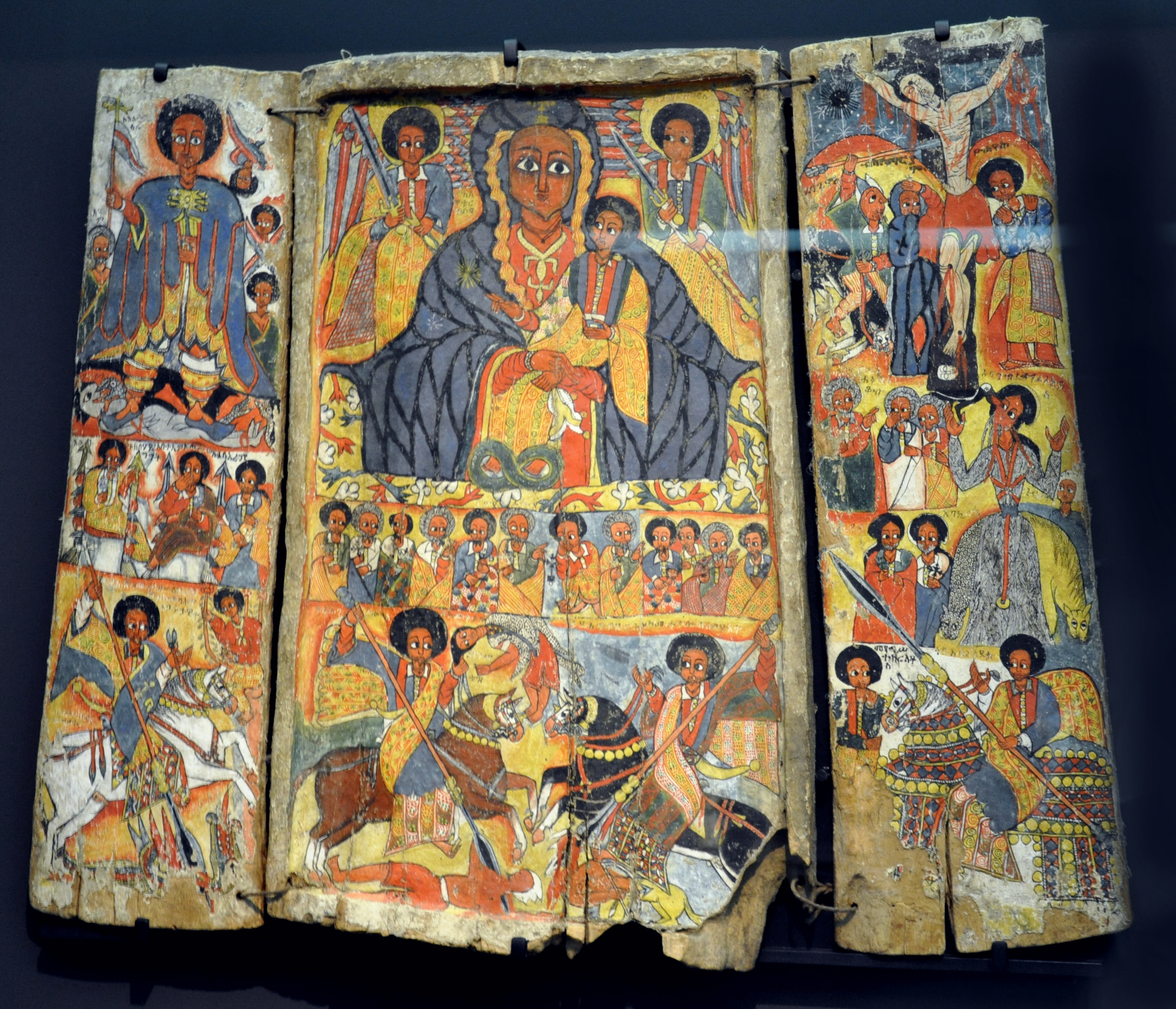
Tríptico, ca. 1700.

- Evangelario Gunda Gunde, ca. 1540.
- Sensul.
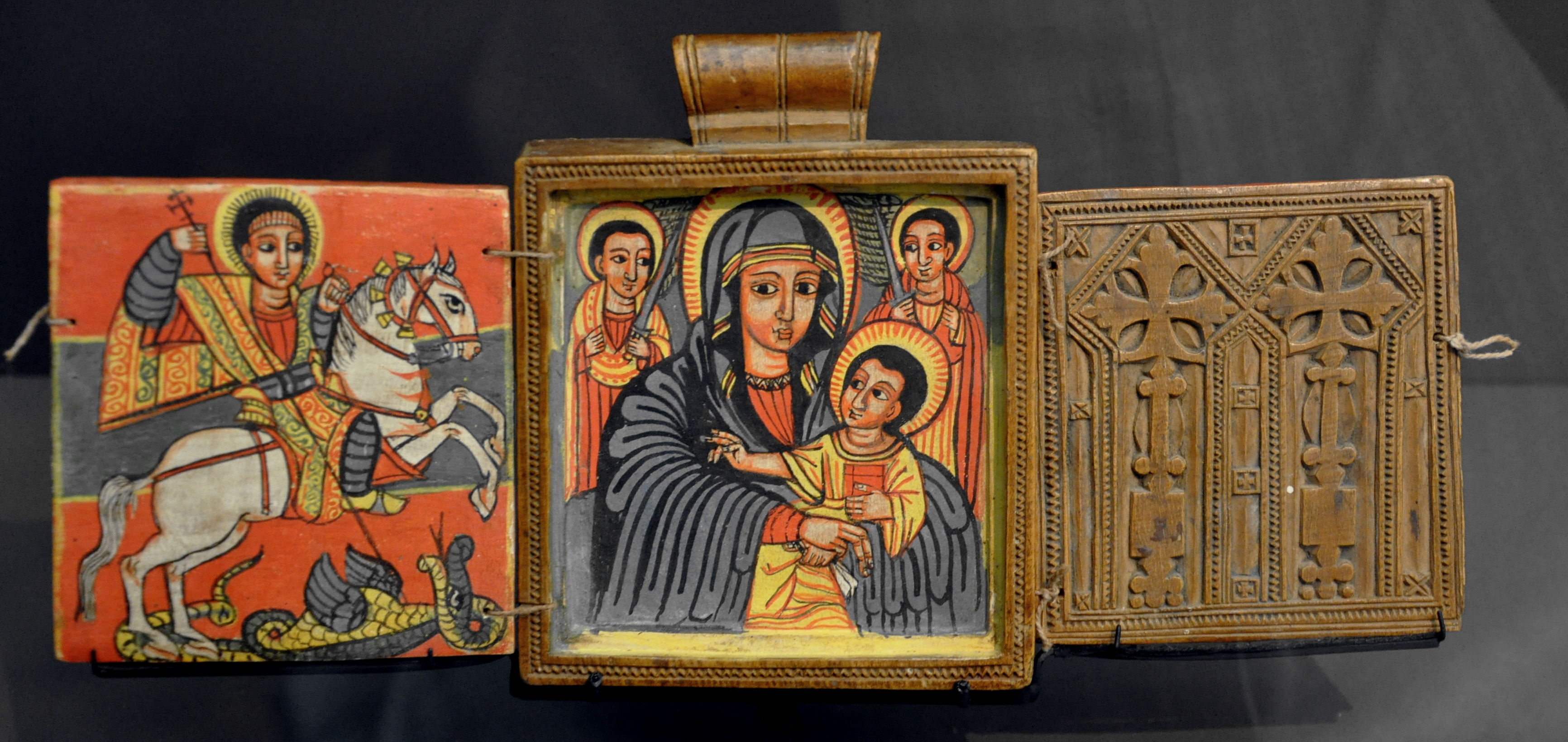
Icono procesional.
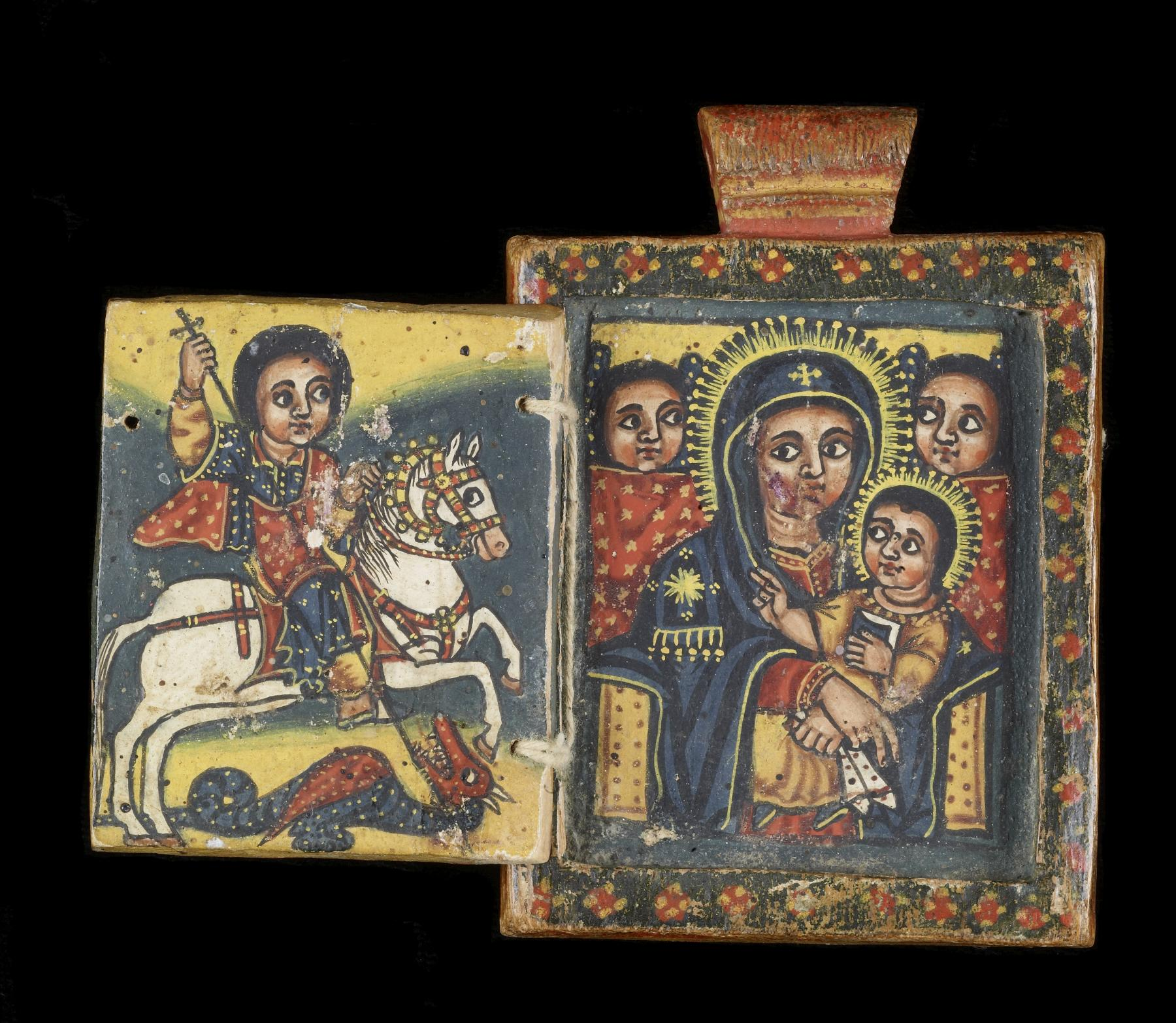
Díptico con el mismo motivo.
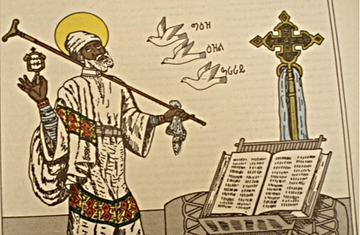
Yared representado en un icono del siglo XV.
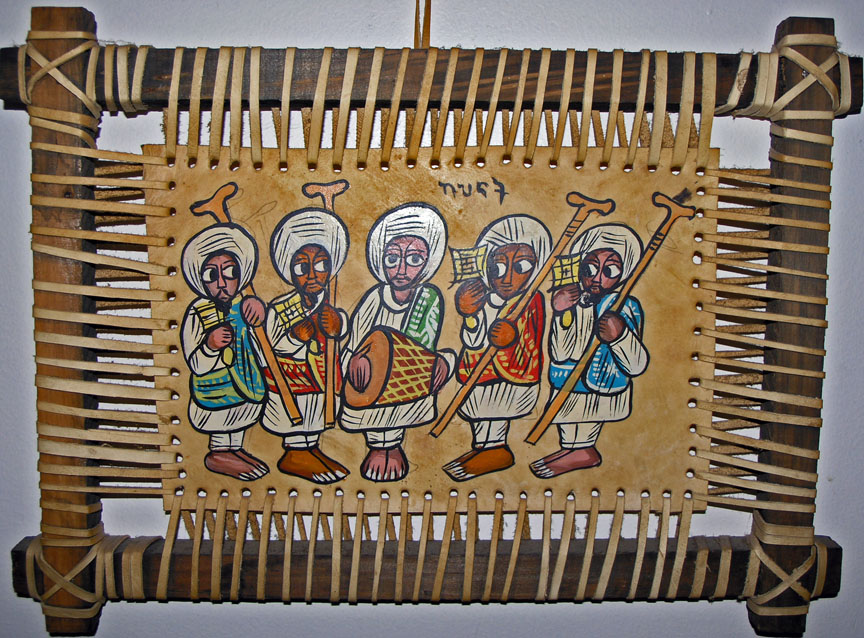
Sacerdotes etíopes tocando cítaras y tambor, en una pintura sobre cuero.
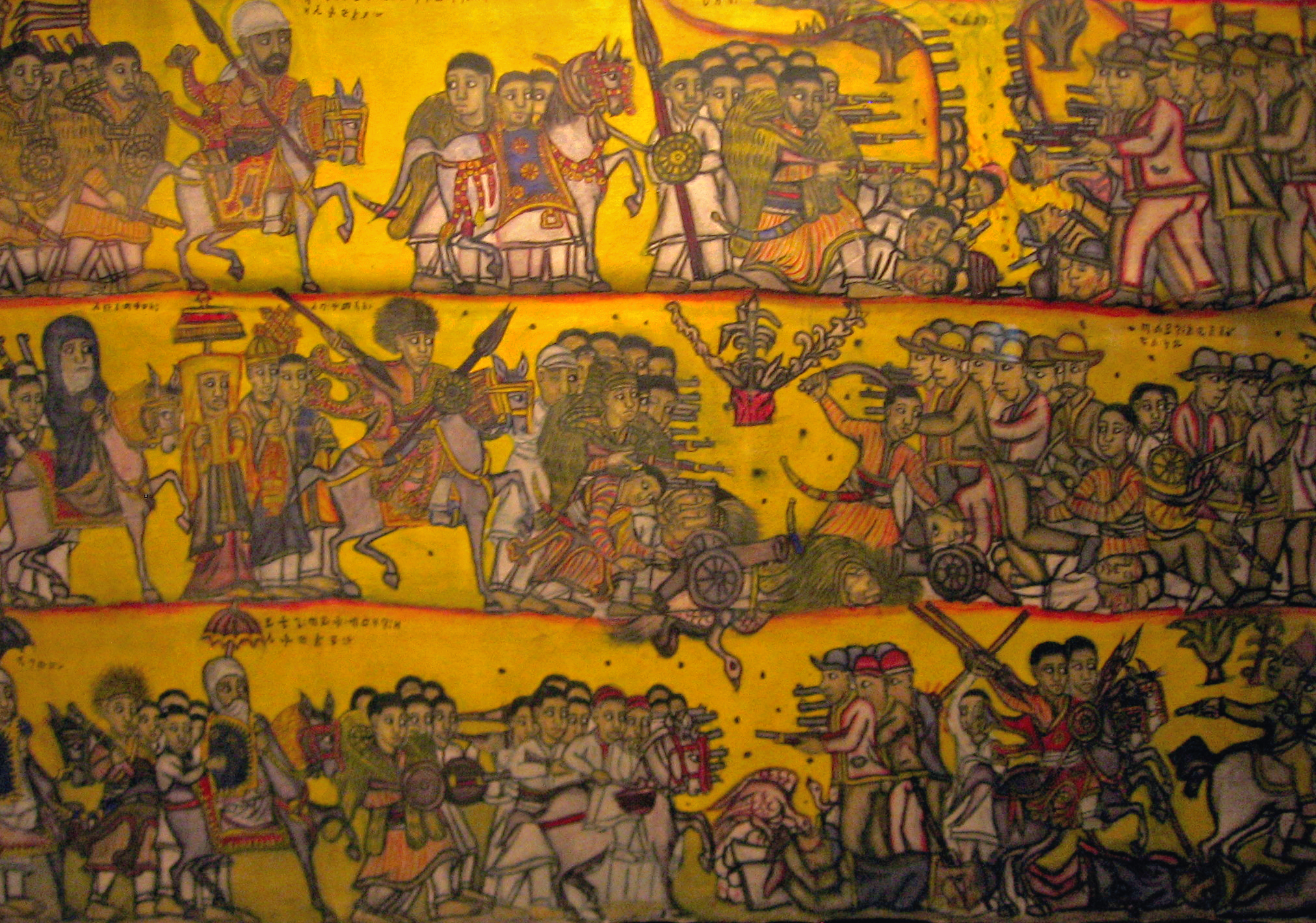
Tapiz que narra la batalla de Adua (Guerra ítalo-etíope). Hay una cierta similitud de rasgos primitivistas con el Tapiz de Bayeux (normando, siglo XI).
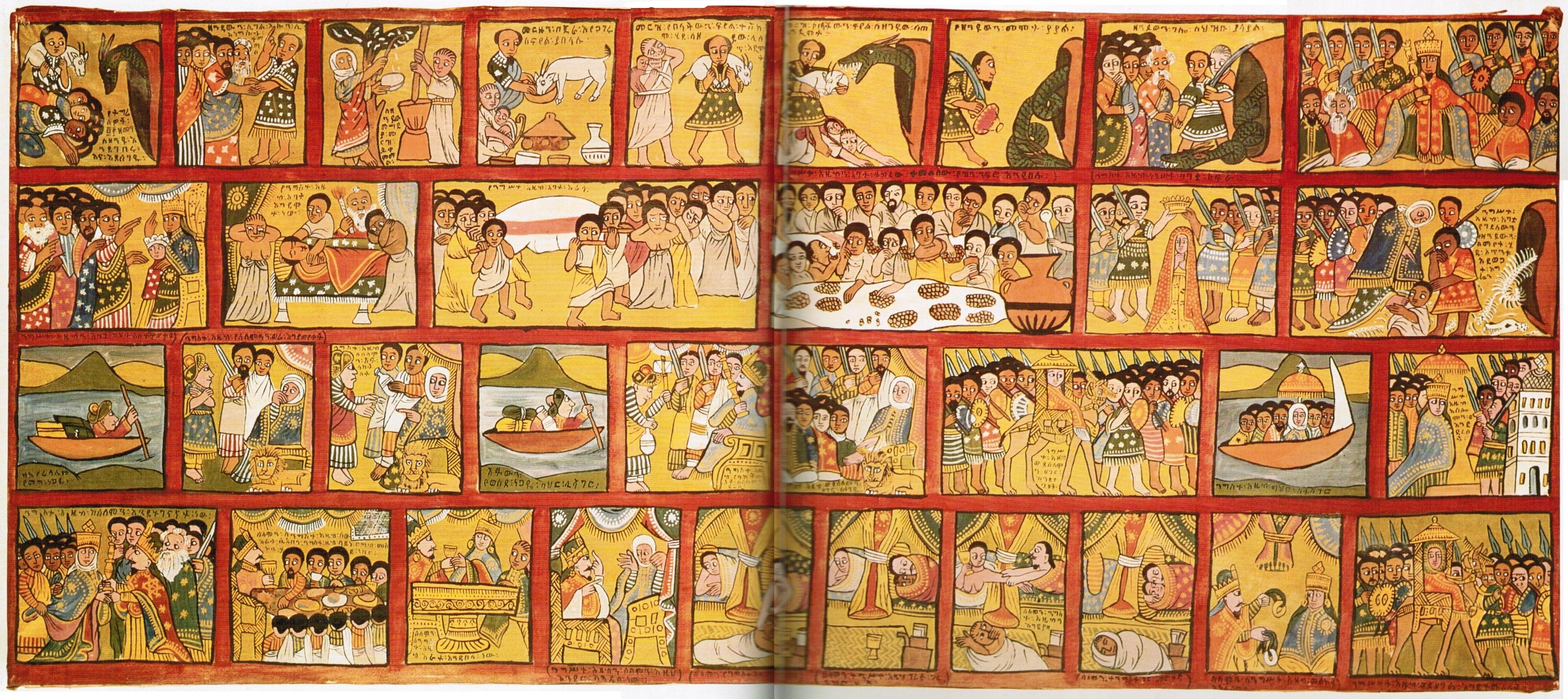
Historia de Salomón y la reina de Saba, siglos XVII-XIX.
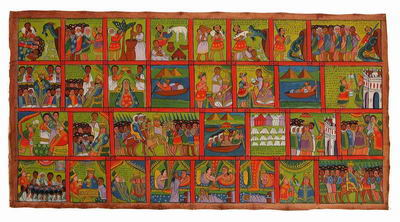
Ídem, finales de la década de 1920. Obsérvese la continuidad formal con el anterior.

Uno de los ejemplos más conocidos está en la iglesia de Debre Berhan Selassie ("Trinidad de Debre Berhan", cerca de Gondar, la capital histórica de Etiopía), famosa por su techo cubierto de ángeles (que en el arte etíope se representan como cabezas aladas) y otros murales de finales del siglo XVII. También hay iconos y retablos en madera (dípticos y trípticos).
- Ángeles del techo de Debre Berhan Selassie.
- Frescos de la misma iglesia.
- Frescos de la iglesia de Abuna Yemata Guh (Gheralta).
- Tríptico, ca. 1700.
- Icono colgante.
- Díptico con el mismo motivo.
- Yared representado en un icono del siglo XV.
- Sacerdotes etíopes tocando cítaras y tambor, en una pintura sobre cuero.
- Tapiz que narra la batalla de Adua (Guerra ítalo-etíope). Hay una cierta similitud de rasgos primitivistas con el Tapiz de Bayeux (normando, siglo XI).
- Historia de Salomón y la reina de Saba, siglos XVII-XIX.
- Ídem, finales de la década de 1920. Obsérvese la continuidad formal con el anterior.

## Orfebrería
En la orfebrería etíope destacan las cruces de madera o metal, habitualmente de diseño geométrico abstracto, con decoración de entrelazado y aspecto fractal. Está ausente en ellas la escultura antropomorfa, y sólo en contadas ocasiones se representa la figura de Cristo. Su elaboración, iniciada en los siglos V o VI, se desarrolló como la parte más original del arte etíope desde los siglos X y XII.

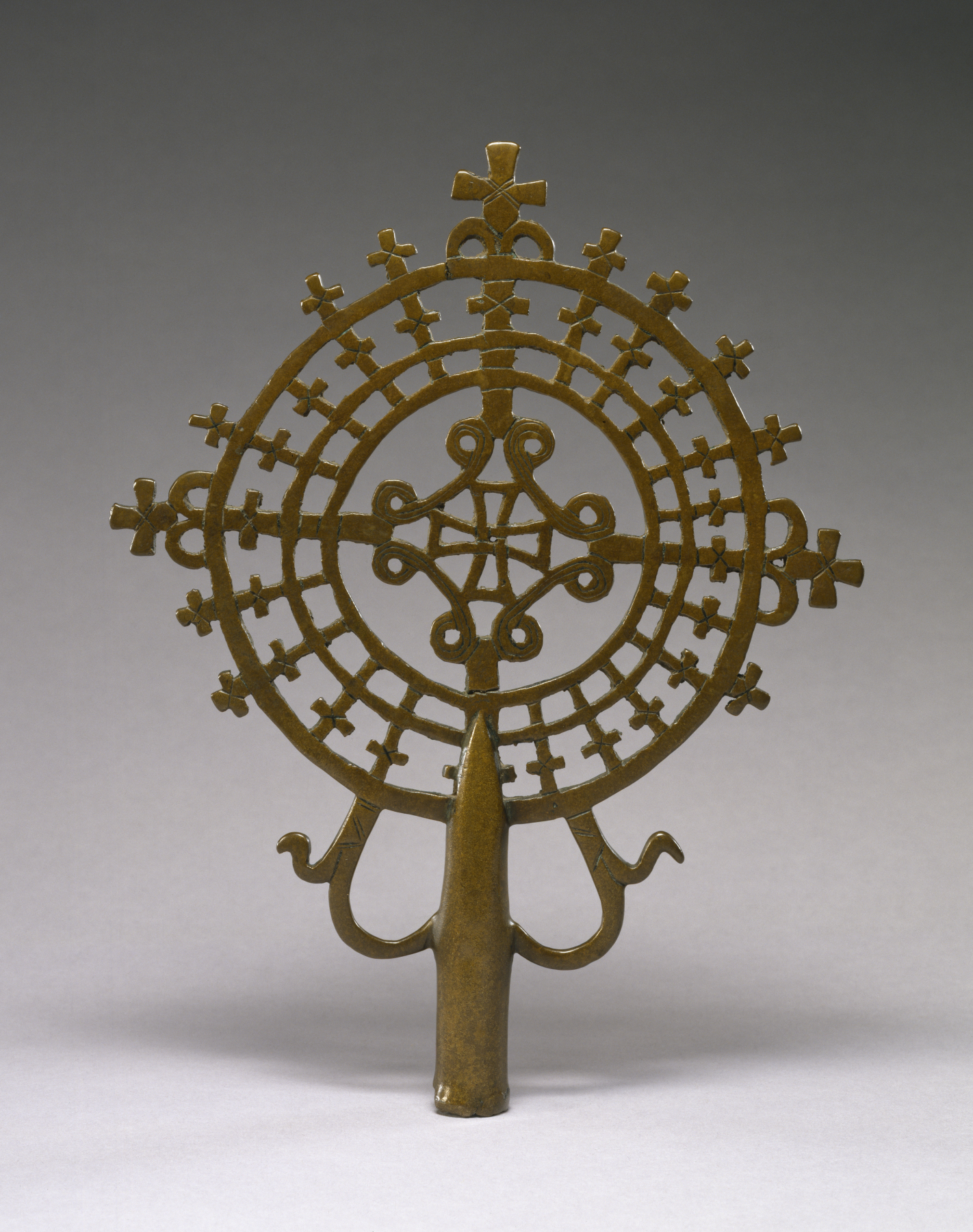
Cruz procesional.
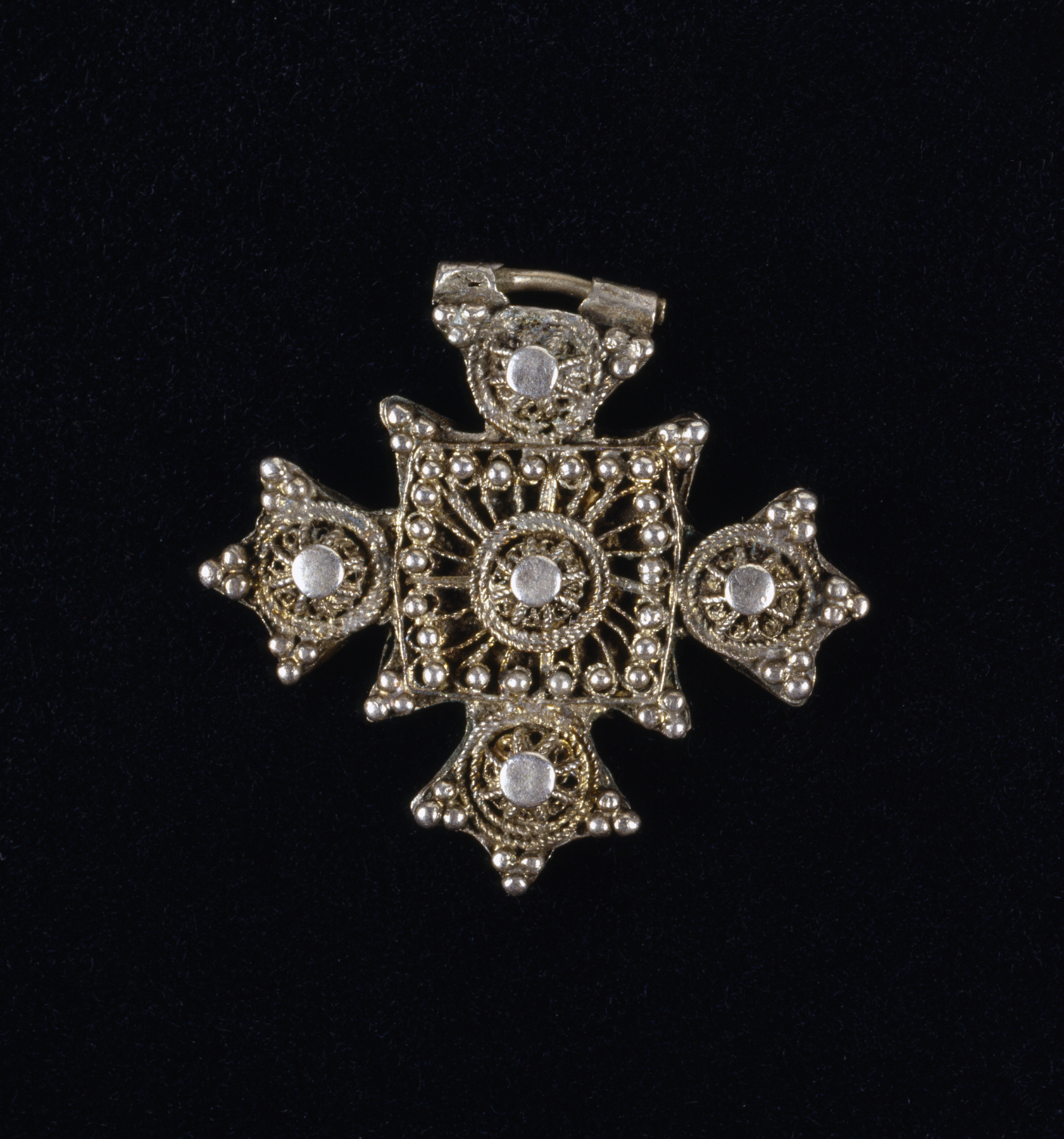
Cruz de cuello del siglo XIX.
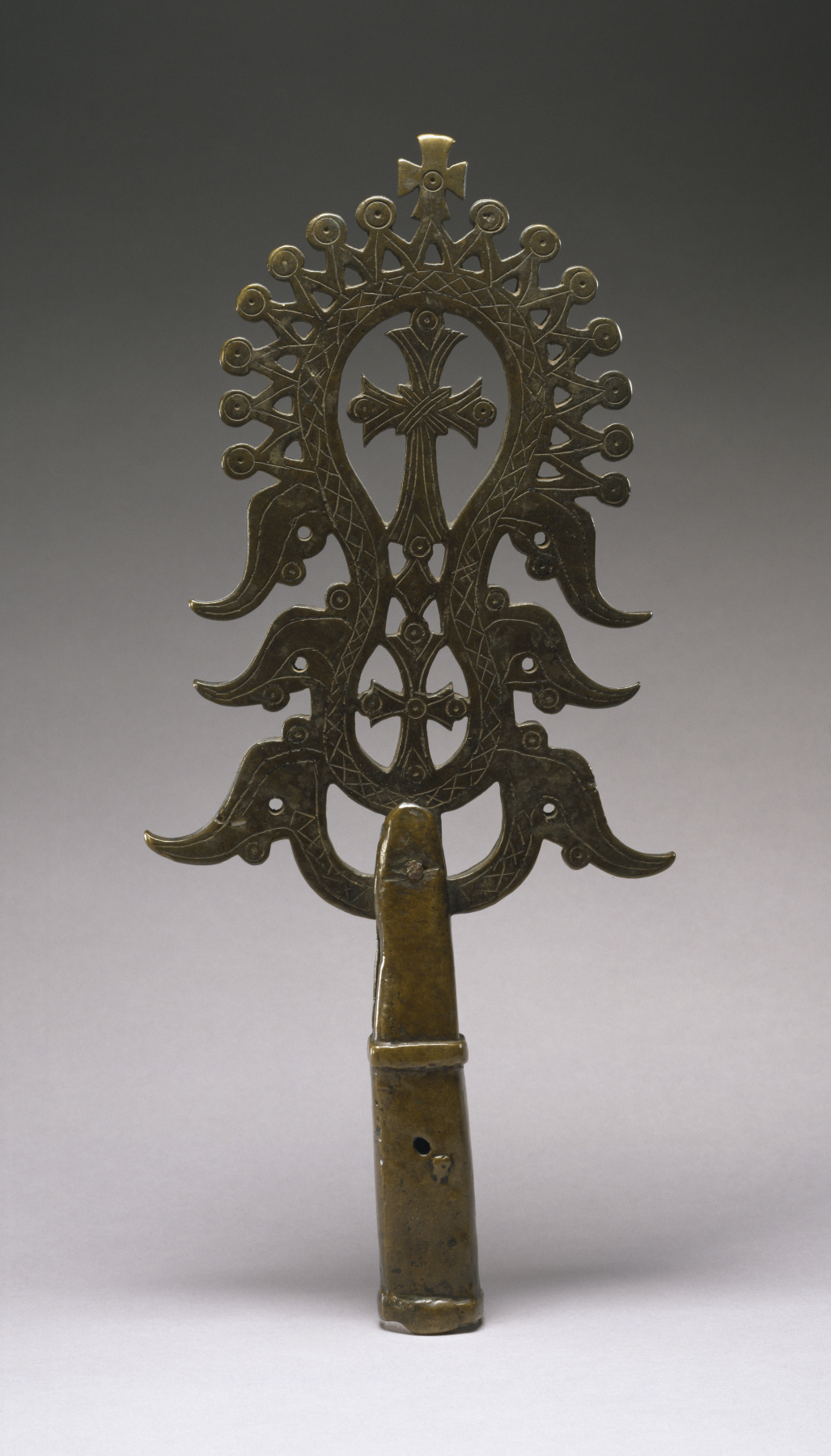
Cruz procesional del siglo XII.
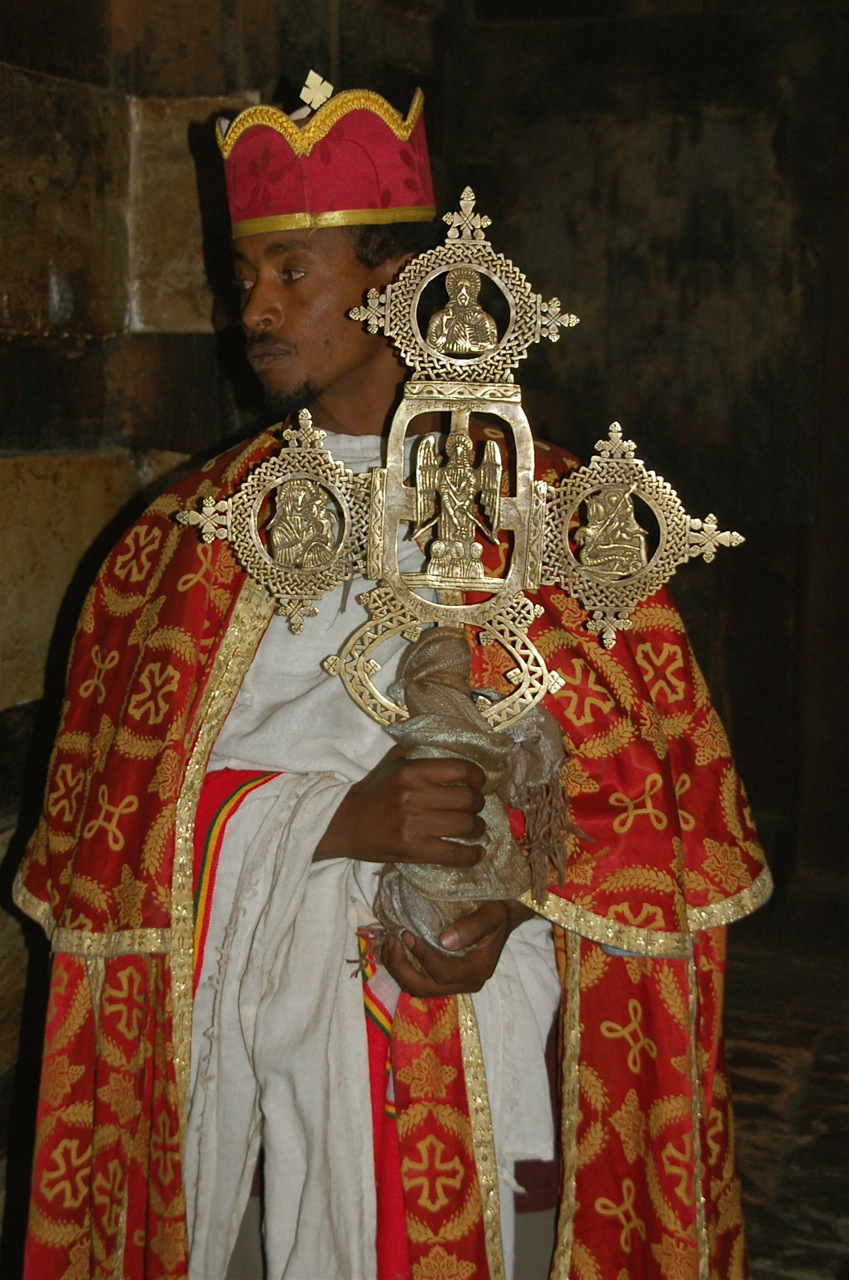
Sacerdote de la iglesia de Yemrehanna Krestos[7] con vestiduras litúrgicas, portando una cruz.

## Otras artesanías
Contrariamente a las obras de arte religioso, los objetos de uso cotidiano, de esmerada elaboración artesanal, suelen ser efímeros y no se conservan de épocas muy anteriores a los dos últimos siglos. Los distintos artesanados se han desarrollado en función de áreas culturales, definidas en relación con los sistemas agrarios. En las áreas de huerta del Sudoeste, se encuentra mobiliario monóxilo (mesas o sillas talladas en una sola pieza de madera). En las zonas de cafetales se realizan elaborados juegos de café. El apoyacabezas es un objeto importante, cuyo uso se expandió de sur a norte a partir del siglo XVII. Suelen ser monóxilos, pero también los hay de dos piezas ensambladas.
La cestería coloreada es común en la Etiopía rural. Tiene múltiples formas y usos (envases para almacenaje de granos y otros alimentos, muebles, arcos, etc.) La ciudad musulmana de Harar es una de las más afamadas en esta artesanía. Los canastos etíopes se clasifican como de la variedad denominada "coiled".

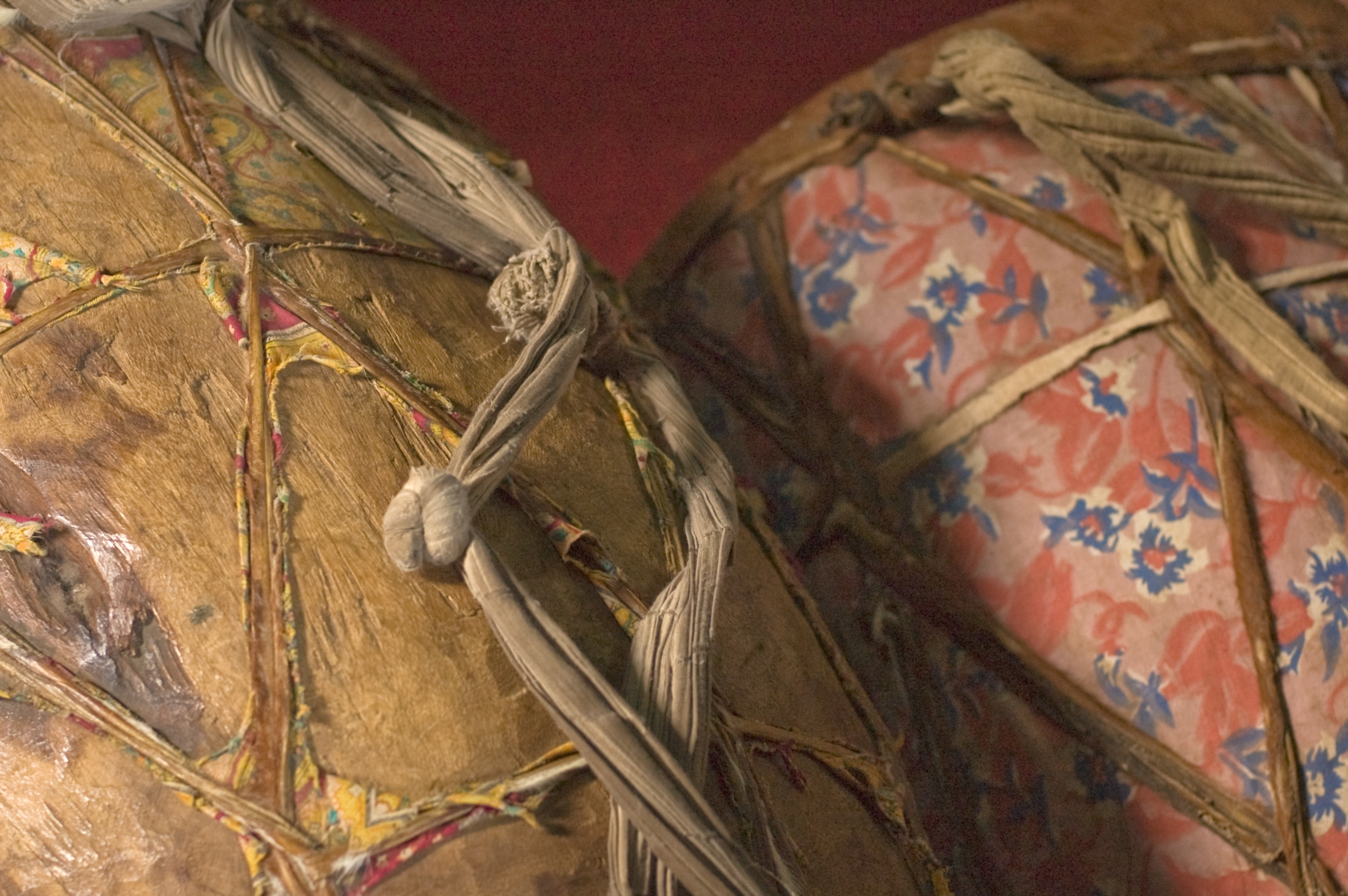
Tambores procedentes de la iglesia de Debre Berhan Selassie.
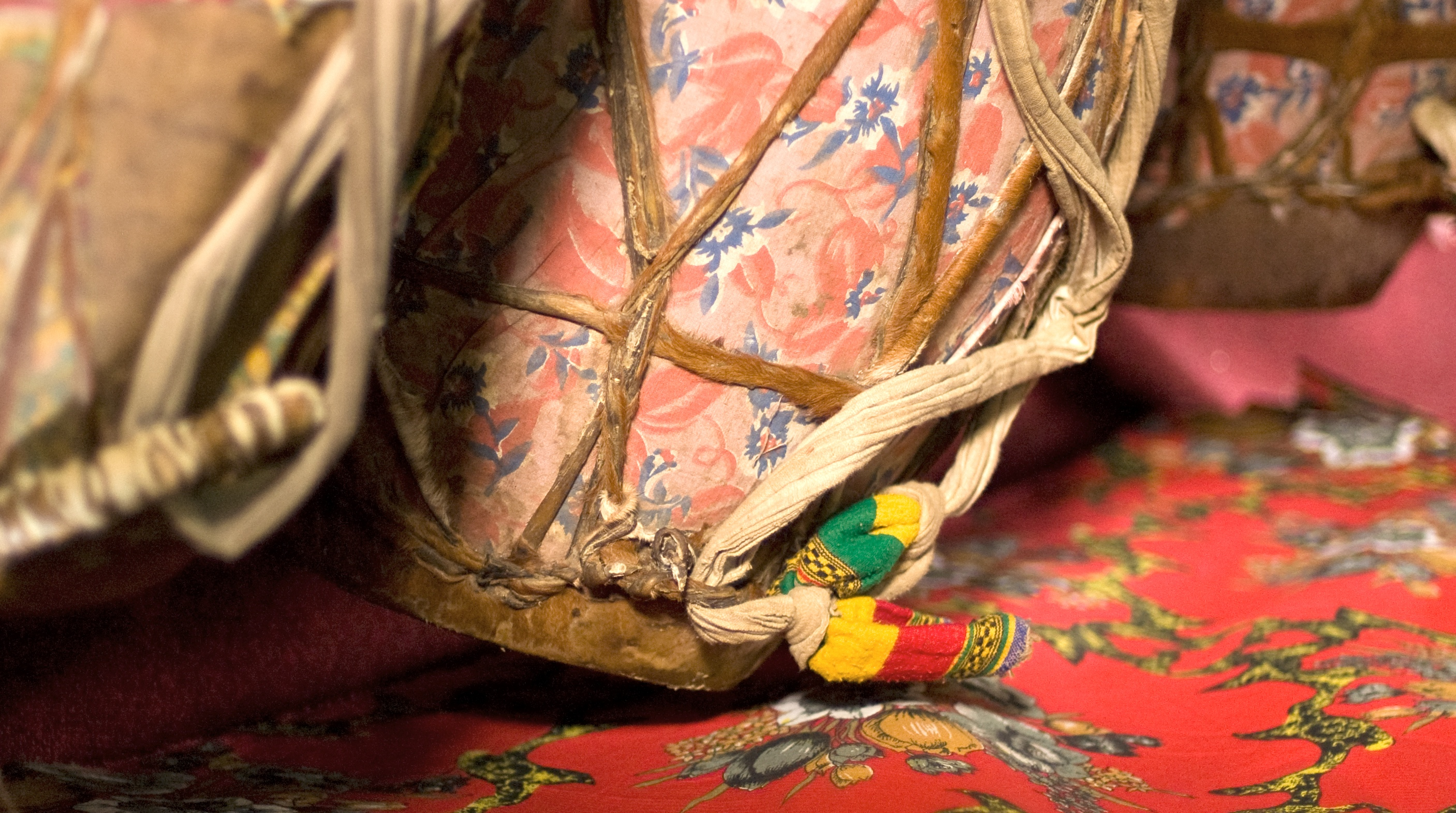
Ídem.
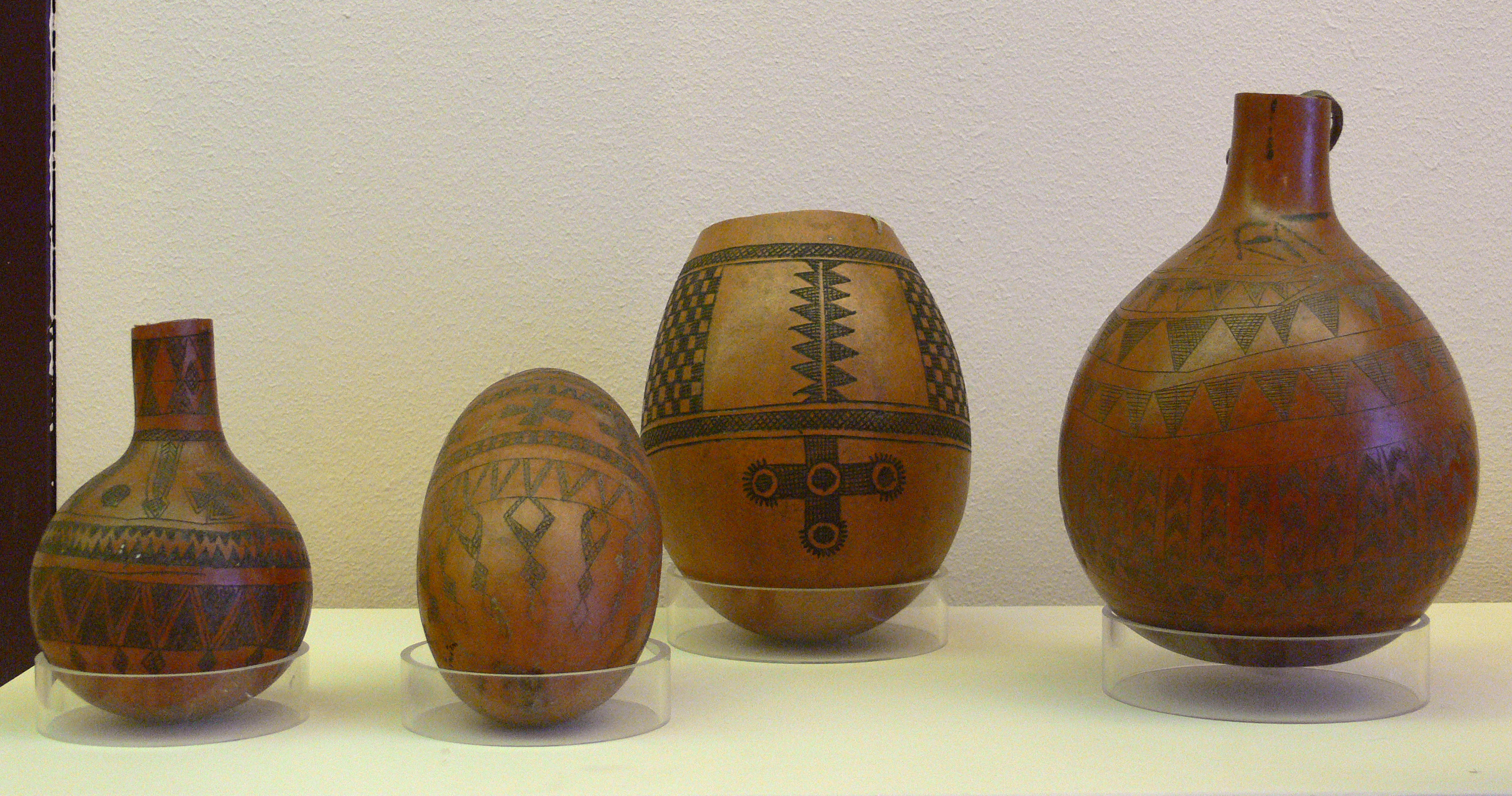
Calabazas decoradas.
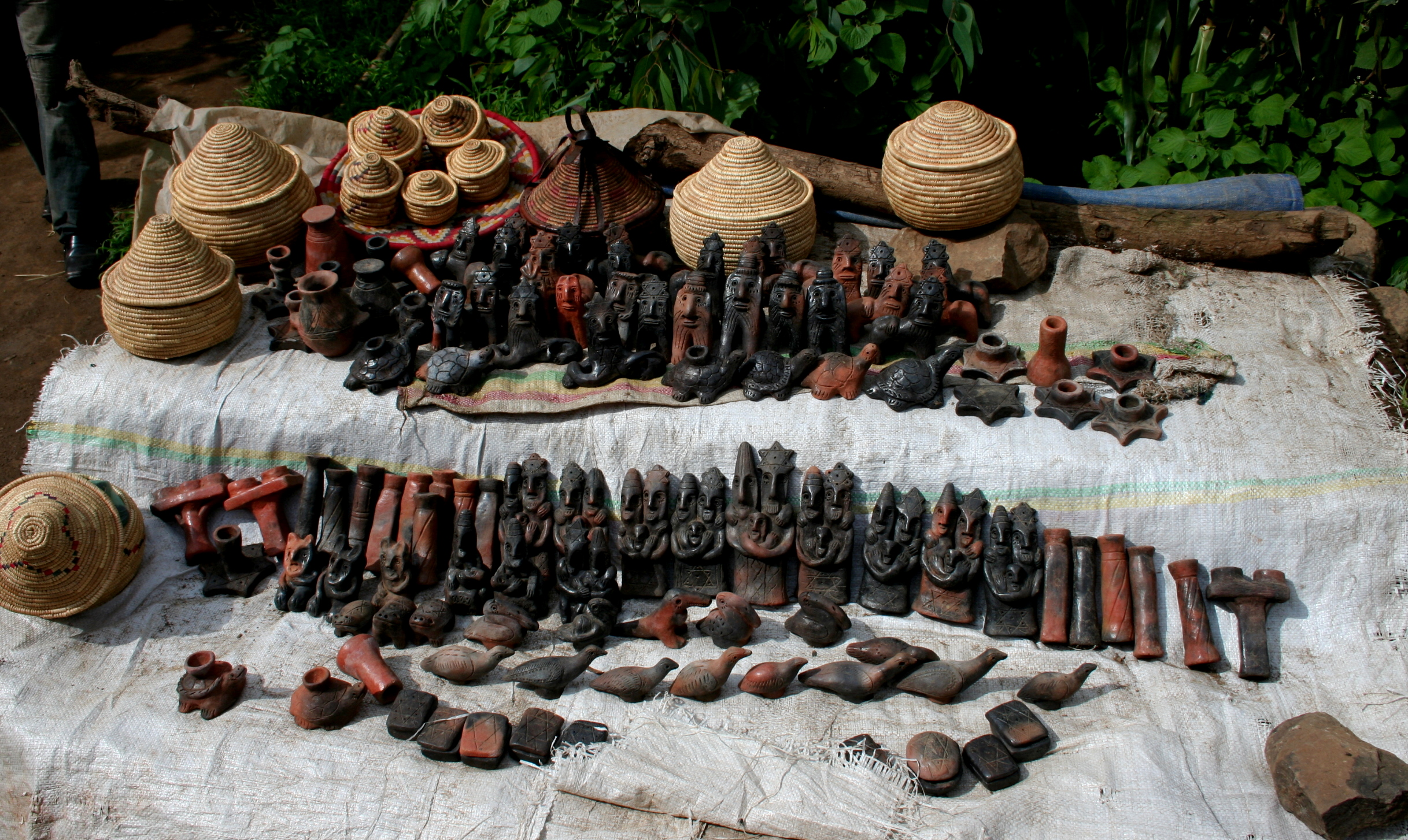
Cestería y cerámica de un poblado falasha (Gondar).
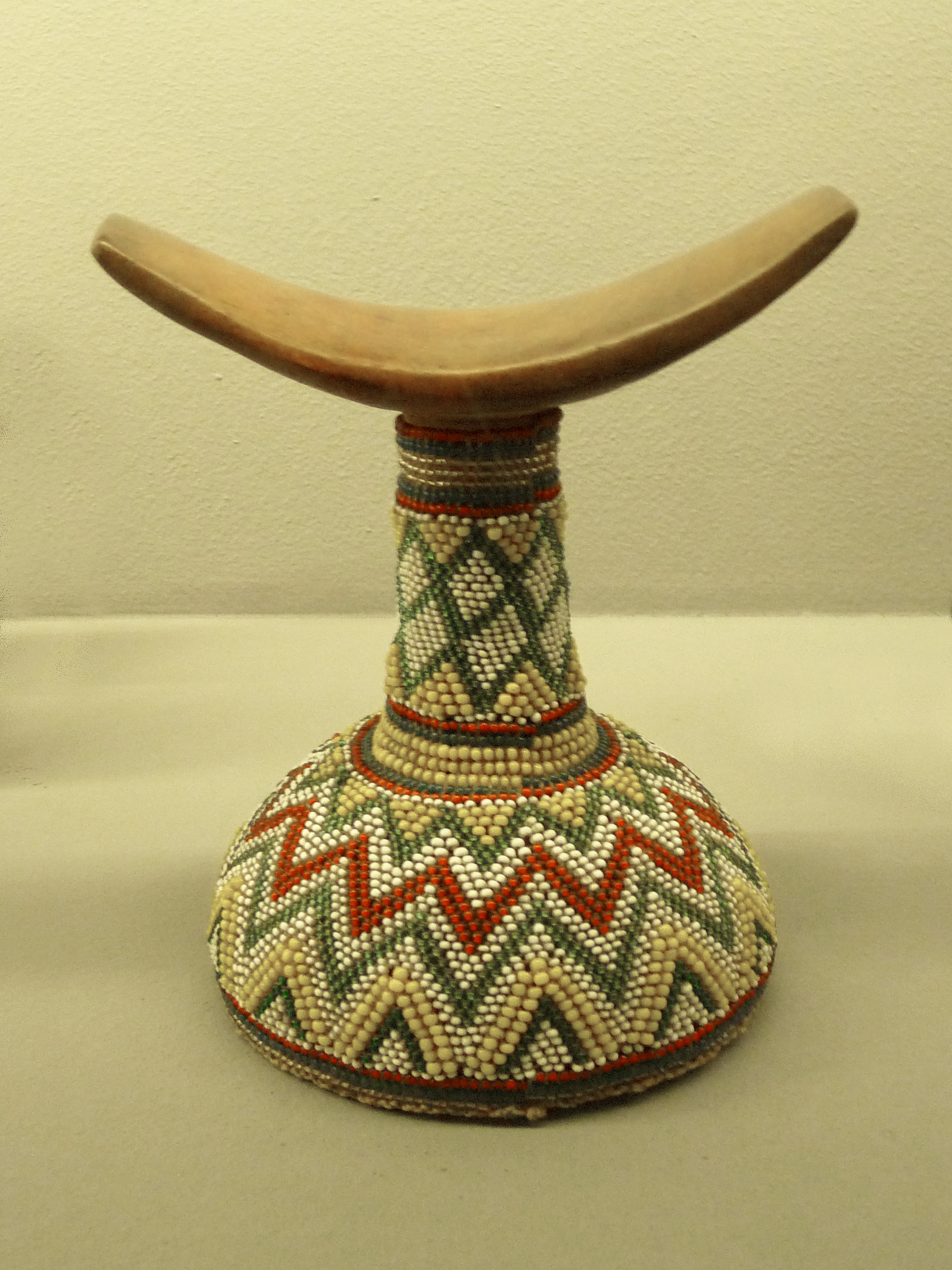
Apoyacabezas jimma.
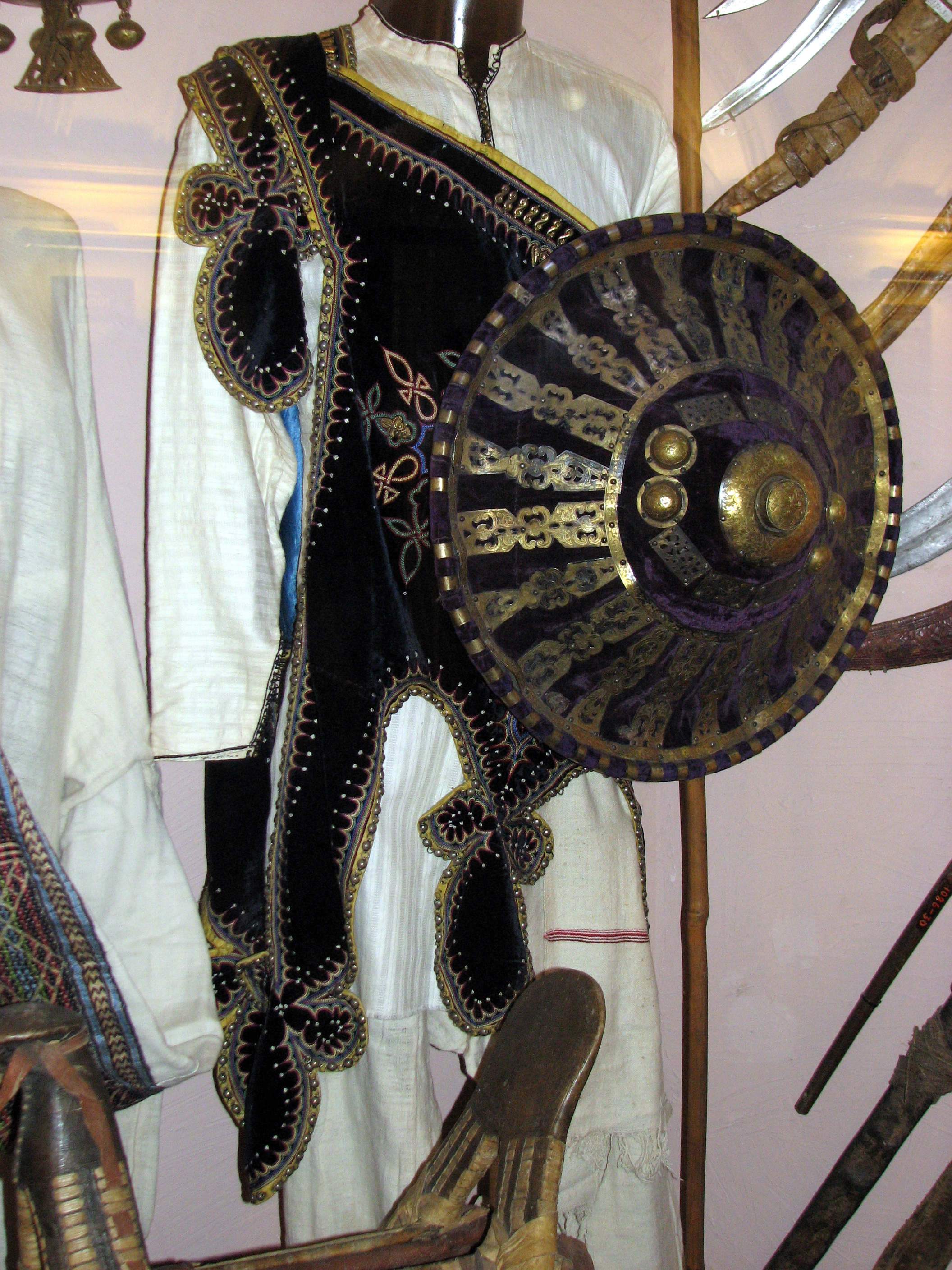
Escudo tradicional.

La cerámica, de una extraordinaria diversidad, es de gran calidad, sobre todo en las regiones de Tigré, Harar, Illubabor, Welayta y Gayent. La joyería es también muy diversa, muy original entre los argobba de Harar, que también realizan cestería polícroma para la decoración interior de las casas de Harar. En el pasado, las armas, especialmente los escudos, eran objeto de una esmerada elaboración artesana, reforzados y decorados con placas metálicas en relieve, especialmente al norte del país.
El arte corporal tuvo un gran desarrollo desde el siglo XVII, cuando los cristianos etíopes comenzaron a dar una gran importancia al peinado; actualmente las mujeres de Tigré llevan un peinado distintivo. En el sur, los nyangatom realizan sus peinados con arcilla, y los oromos componen elaboradas pelucas, las más famosas en la región de Jimma. Los tatuajes son relativamente discretos en las poblaciones cristianas rurales, donde las mujeres se suelen hacer tatuar una cruz en la frente. En cambio, los mursis se tatúan extensamente el cuerpo.

## Capilla etíope del Santo Sepulcro de Jerusalén

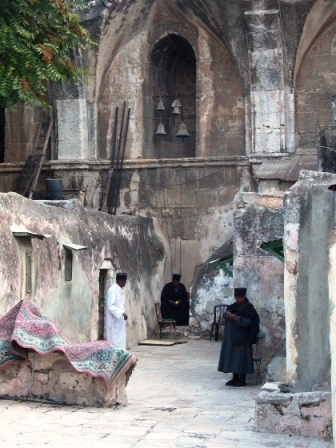
Vista del exterior, con monjes etíopes.

En 1808 se levantó, en el techo de la capilla de Santa Elena de la iglesia del Santo Sepulcro de Jerusalén, la capilla etíope (también llamada "capilla abisinia", "aldea etíope", "monasterio de San Antón" o "Deir es-Sultan"), sometida a interminables litigios de propiedad entre las distintas confesiones cristianas.

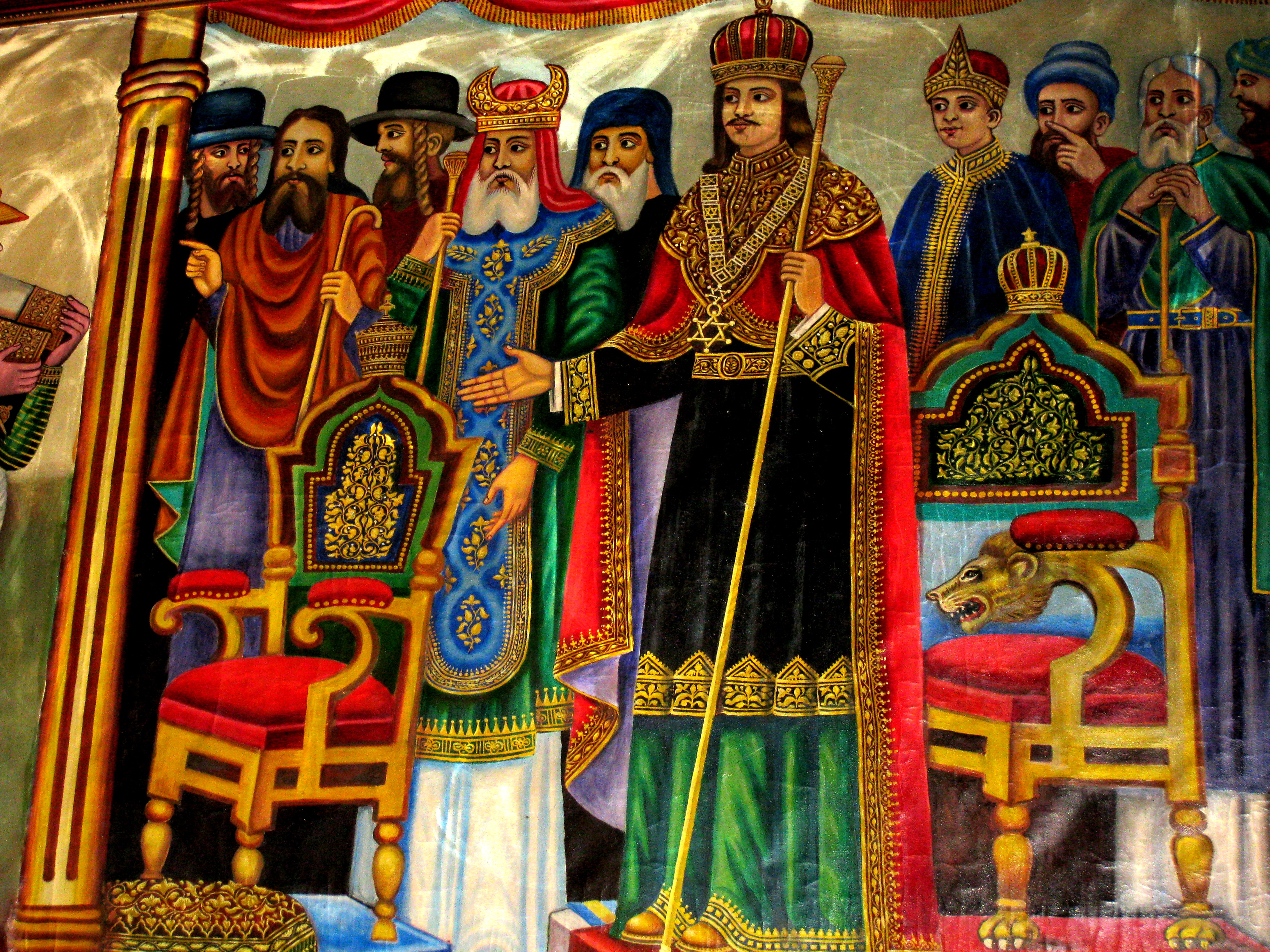
Salomón en la capilla etíope.
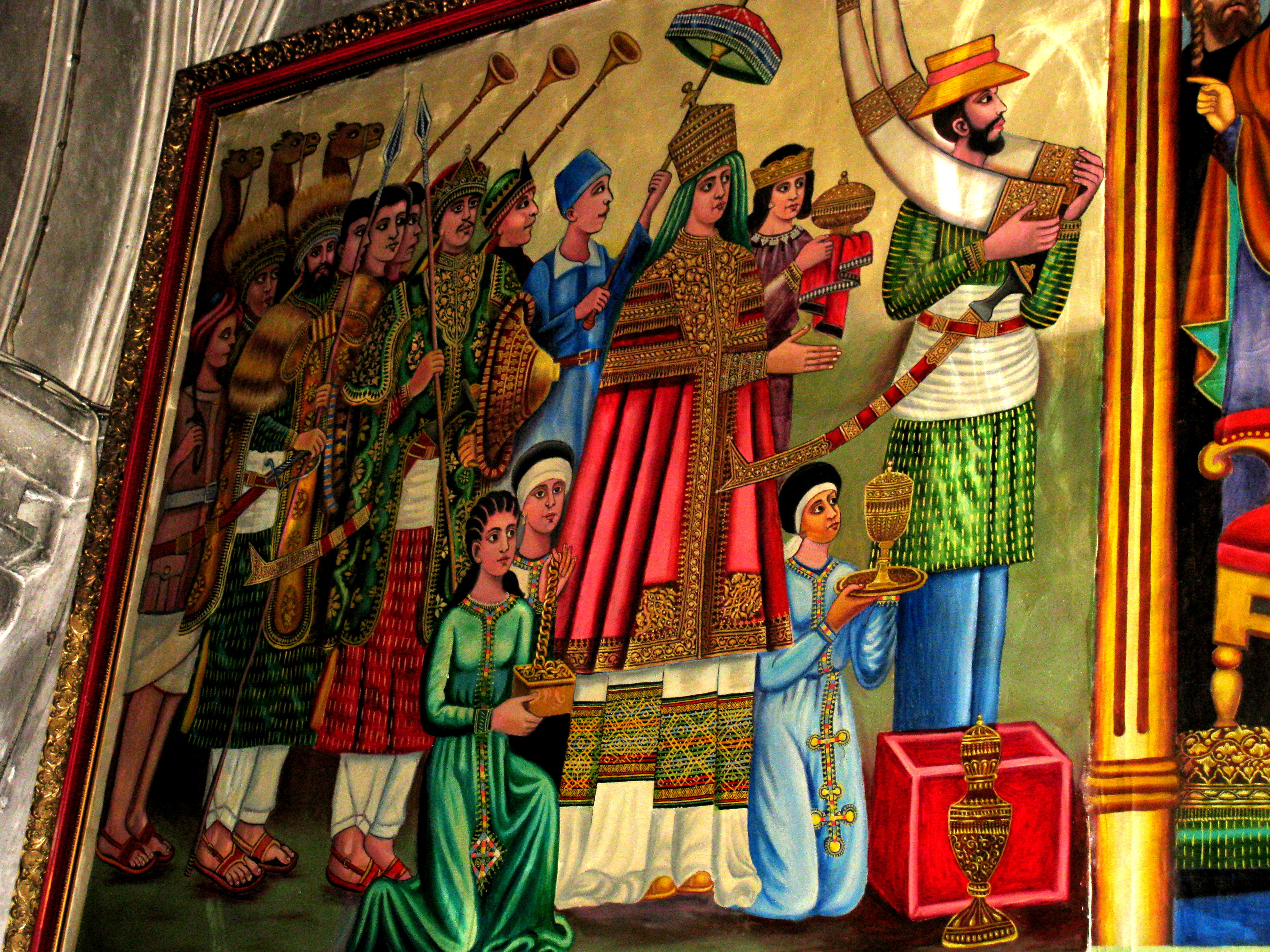
La reina de Saba, en la misma ubicación.
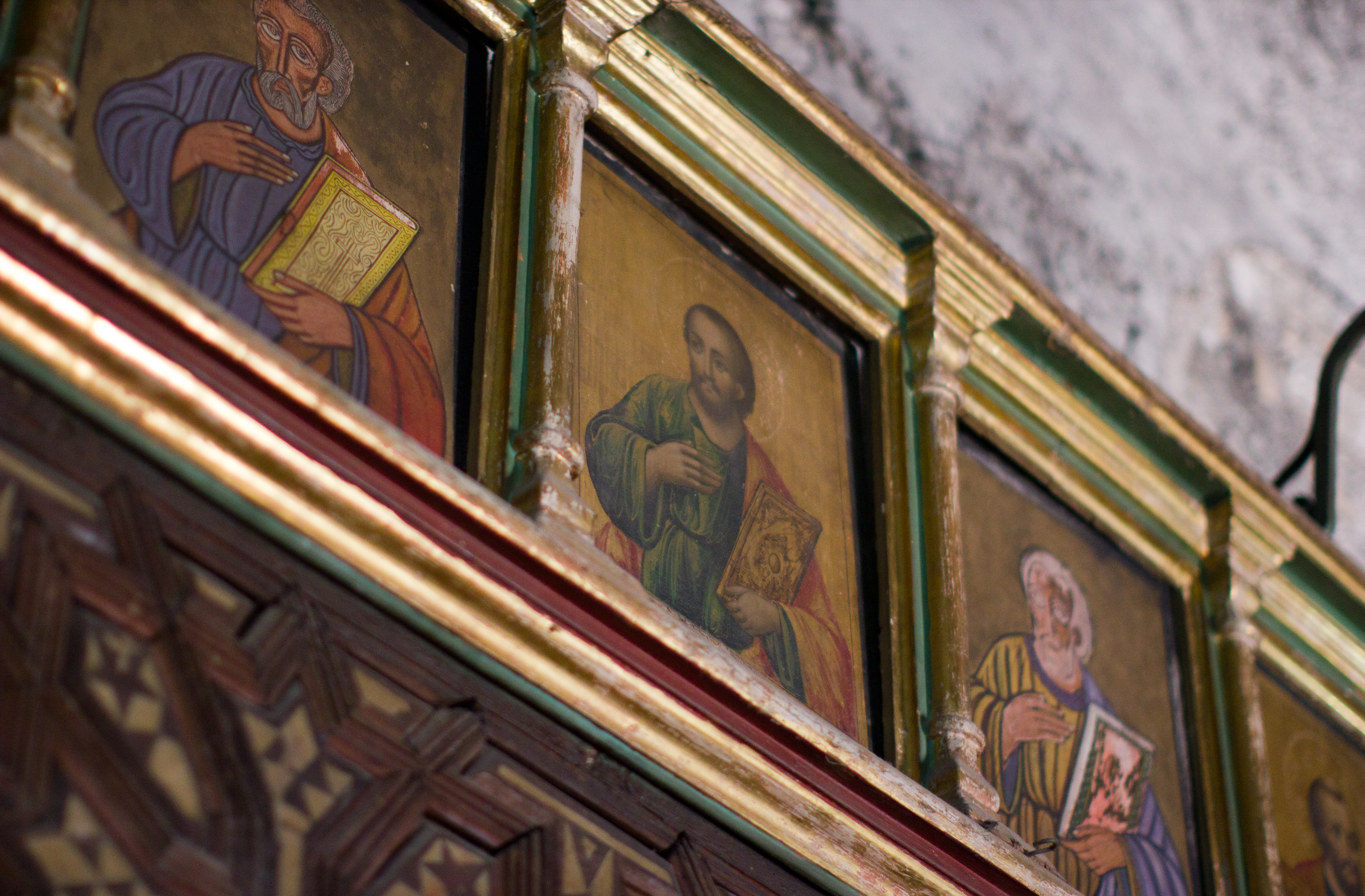
Apostolado, en la misma ubicación.
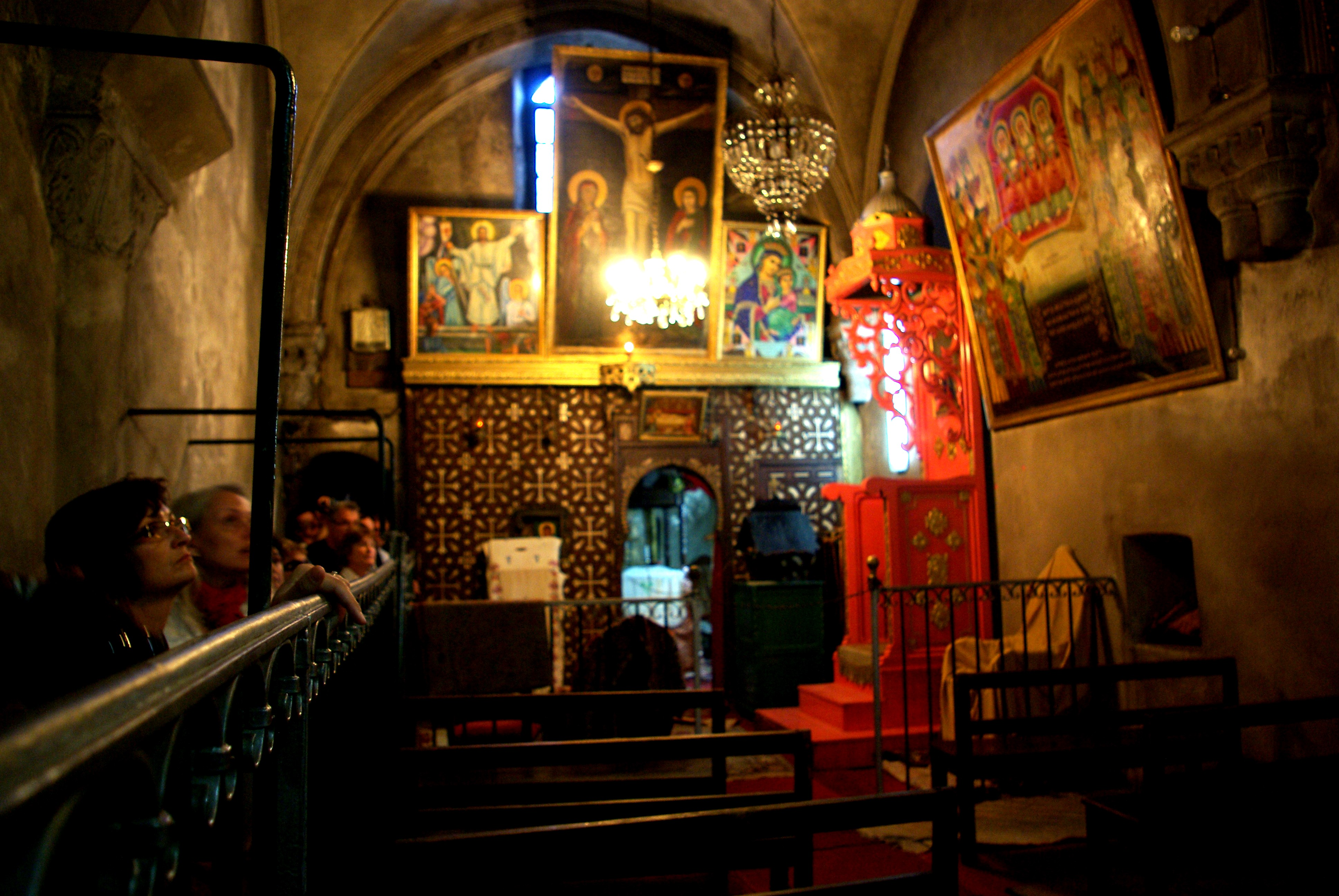
Vista del de interior la capilla.
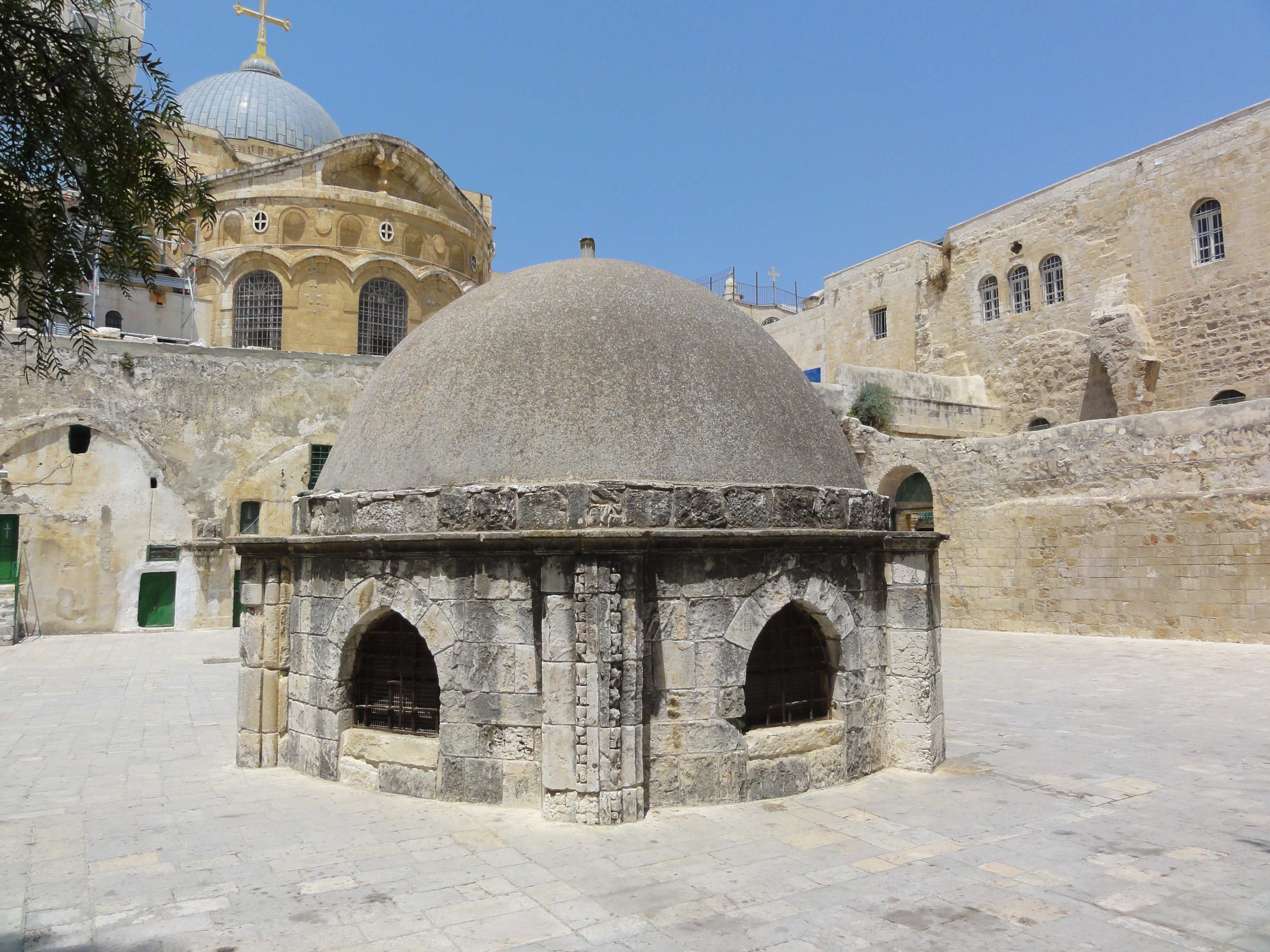
Vista del exterior
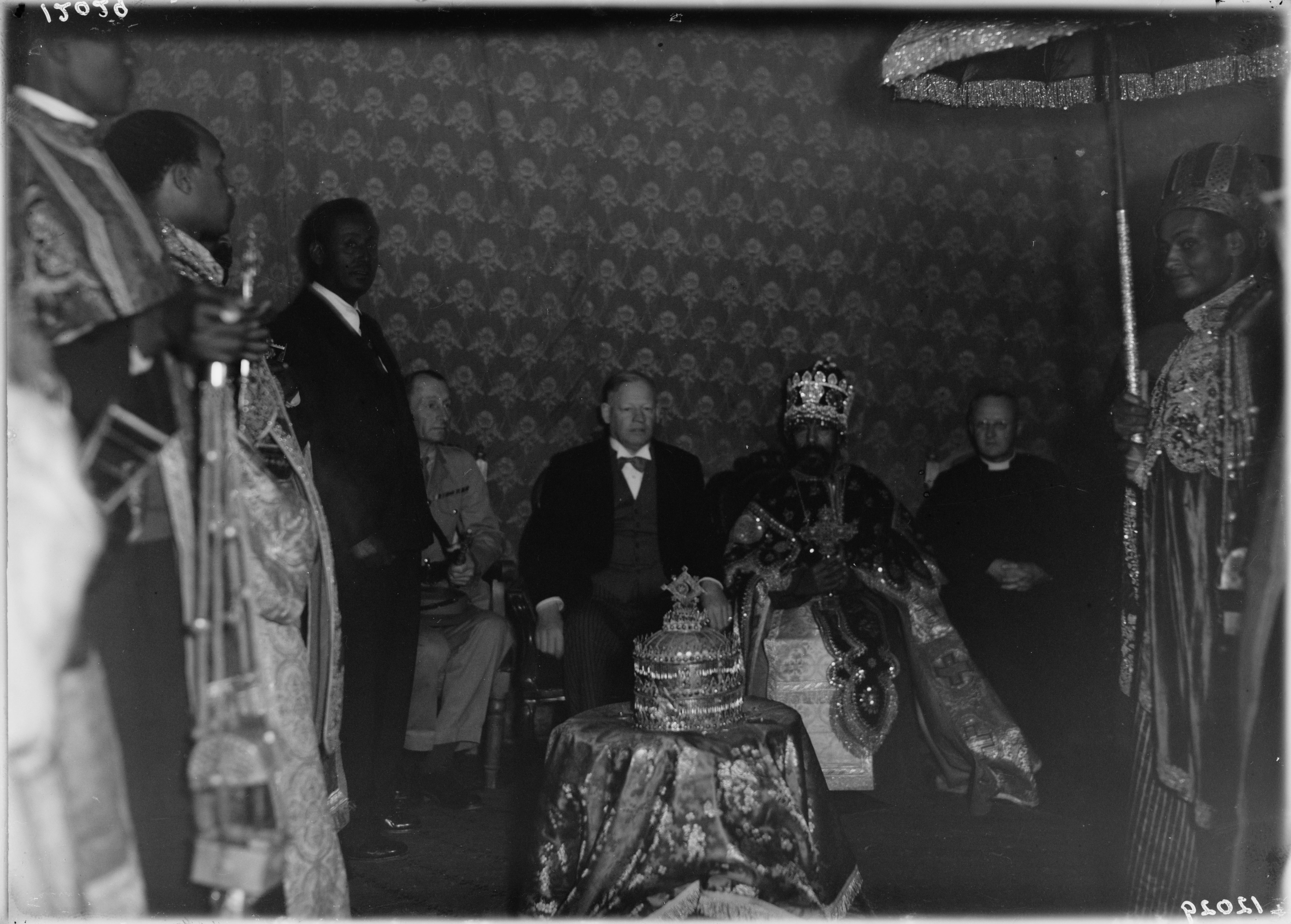
Dignatarios civiles y religiosos en una ceremonia (Pascua de 1941).
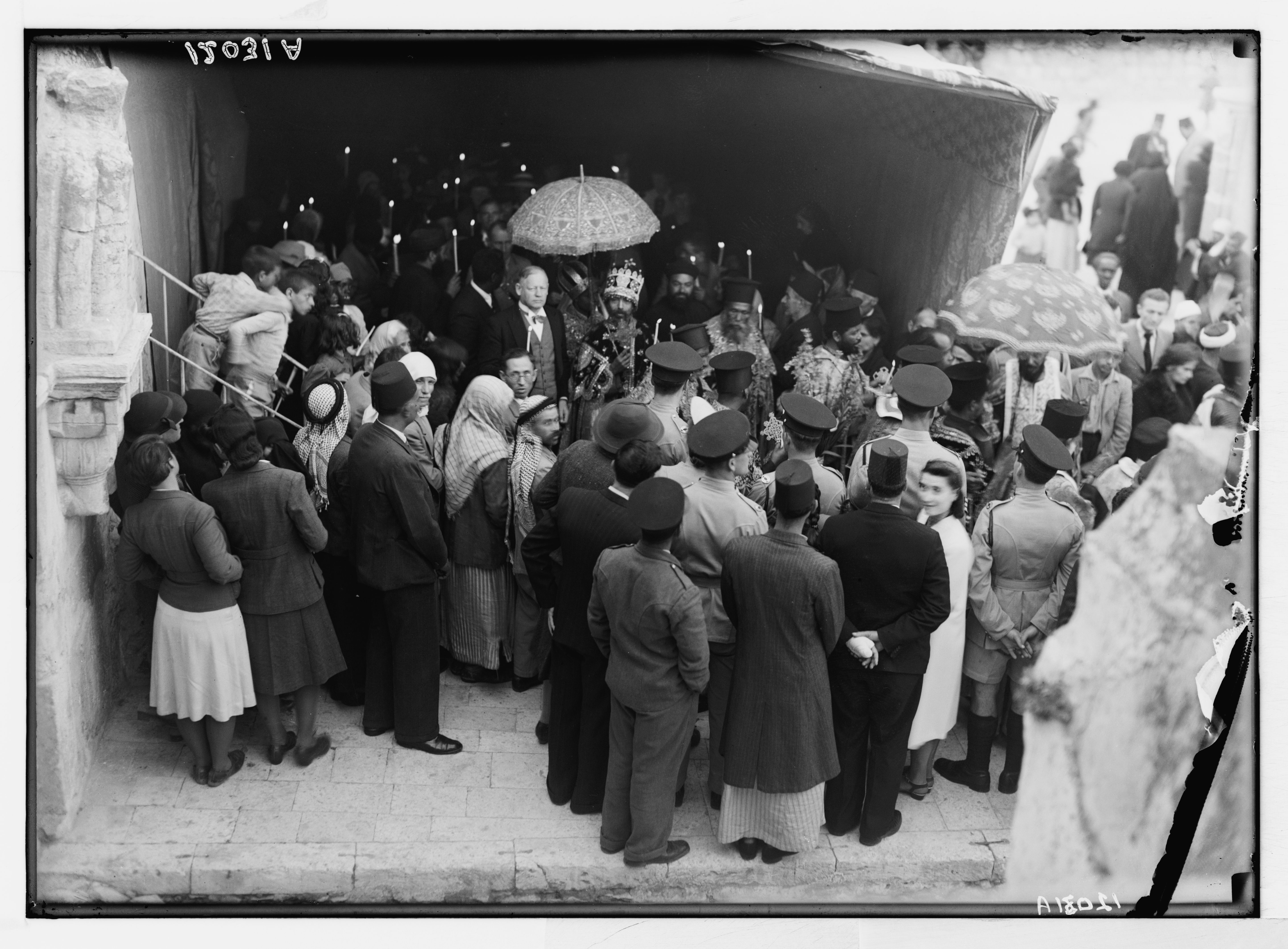
Ídem.